# Alejandro Valverde
Pour les articles homonymes, voir Valverde.
Valverde  Belmonte est un nom espagnol. Le premier nom de famille, en général paternel, est Valverde ; le second, en général maternel, souvent omis, est Belmonte.
Alejandro Valverde Belmonte, né le 25 avril 1980 à Monteagudo à Murcie, est un coureur cycliste et directeur  espagnol, professionnel de 2002 à 2022. En janvier 2025, il est nommé comme sélectionneur de l'équipe d'Espagne sur route.
Considéré comme l'un des meilleurs cyclistes de sa génération, il a notamment gagné le Tour d'Espagne 2009, ainsi que la Flèche wallonne à cinq reprises en 2006, 2014, 2015, 2016 et 2017, quatre éditions de Liège-Bastogne-Liège (2006, 2008, 2015 et 2017), deux éditions de la Classique de Saint-Sébastien (2008 et 2014) et du Critérium du Dauphiné libéré (2008 et 2009). Il a remporté des étapes et terminé sur le podium des trois grands tours.
Ses victoires et bons classements sur les courses majeures lui ont permis de remporter le classement individuel de l'UCI ProTour en 2006 et 2008, puis du World Tour en 2014 et 2015, ce qui est un record. Il a construit son palmarès en bénéficiant d'une combinaison d'aptitudes rares pour un cycliste sur route, étant à la fois un bon grimpeur-puncheur, avec une bonne vitesse au sprint et un coureur de contre-la-montre de qualité. Suspendu pour dopage deux années dans le cadre de l'affaire Puerto, il fait son retour à la compétition en 2012.
Il détient le record de victoires sur la Flèche wallonne et de victoires sur les deux classiques ardennaises (5 sur la Flèche wallonne et 4 sur Liège-Bastogne-Liège). Il détient également le record de podiums lors des championnats du monde sur route, avec un titre (2018), deux médailles d'argent (2003 et 2005) et quatre de bronze (2006, 2012, 2013 et 2014), ainsi que le record de podiums sur le Tour d'Espagne avec 1 victoire, 3 deuxièmes places et 3 troisièmes places. Il possède aussi le record du plus grand nombre de Tours d'Espagne terminés dans les dix premiers (12 fois, dont 10 fois dans les 5 premiers). Il est recordman de Top 10 au classement général des grands tours avec 20 places dans les 10 premiers.

## Biographie

### Son enfance
Alejandro Valverde est issu d'une famille de cyclistes : son père Juan a été coureur amateur et lui a acheté son premier vélo lorsqu'il avait six ans. Son frère Juan Francisco a également été coureur amateur.
Il dispute sa première course dans la région de Murcie, à Jumilla : il se classe deuxième. La semaine suivante, il remporte sa deuxième course à Yecla.
Il aurait remporté plus de cinquante victoires consécutives entre 11 et 14 ans, ce qui lui a valu d'être surnommé El Imbatido (L'Imbattable). En 1998, il est sélectionné aux championnats du monde sur piste juniors de Cuba (moins de 19 ans). Il se classe huitième du kilomètre en 1 minute et 8 secondes, à deux secondes du médaillé d'or Ben Kersten.

### Sa carrière amateur
Grâce à ses victoires, Valverde se voit offrir une place au sein de l'équipe amateur élite de Banesto. L'équipe est basée en Navarre, il effectue le trajet aller-retour pour rejoindre son domicile en Murcie tous les week-ends et ses résultats s'en ressentent alors.
Il rejoint le centre de formation de l'équipe Kelme-Costa Blanca où il est entraîné par Francisco Moya. Kelme-Costa Blanca lui promet la signature d'un contrat professionnel s'il réalise de bonnes performances. Il remporte la Coupe d'Espagne amateur et le championnat national des moins de 23 ans en 2001, ainsi qu'une médaille de bronze aux Jeux méditerranéens de Tunis, et à l'issue de sa première saison, il intègre l'équipe professionnelle.

### Carrière professionnelle sur route

#### 2002-2003: premières années chez Kelme
Peu en vue au cours de sa première saison, Valverde se révèle au cours de la saison 2003. Régulièrement placé sur les courses espagnoles, Valverde parvient au Tour d'Espagne avec 7 victoires, dont le Challenge de Majorque, la Klasika Primavera, le Prueba Villafranca de Ordizia, et une étape du Tour du Pays basque, qu'il a terminé cinquième. Il remporte alors deux étapes de montagne de la Vuelta, au Port d'Envalira et à la Sierra de la Pandera, et termine troisième du classement général, derrière Roberto Heras et Isidro Nozal. Il finit également deuxième du Championnat du monde à Hamilton, derrière son compatriote Igor Astarloa. Il termine la saison 7e du classement UCI.

#### 2004: victoires espagnoles
Pour sa dernière année chez Comunidad Valenciana-Kelme, Valverde semble invincible sur les courses du calendrier espagnol. Il termine la saison avec pas moins de 16 victoires, dont le Trofeo Cala Millor, le Tour de la Communauté valencienne, le Tour de Murcie, la Klasika Primavera, trois étapes du Tour de Castille-et-León, le Tour de Burgos (dont il remporte trois étapes sur quatre) et une étape du Tour du Pays basque qu'il termine à la sixième place. Valverde manque de peu le titre de champion d'Espagne, battu seulement par Francisco Mancebo, et s'illustre une nouvelle fois sur le Tour d'Espagne. Il y remporte la 3e étape et termine quatrième du classement général. Il achève sa saison au Championnat du monde de Vérone, où il termine sixième. Il termine 5e du classement UCI.

#### 2005: révélation sur le Tour

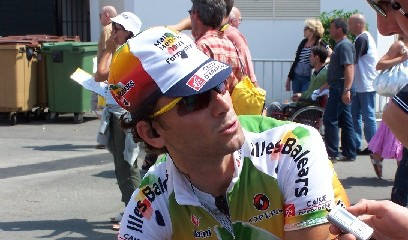
Durant le Tour de France 2005.

En 2005, Valverde quitte Comunidad Valenciana-Kelme pour une équipe qui participe à toutes les grandes courses internationales, Illes Balears qui prend le nom de Illes Balears-Caisse d'Épargne en cours d'année. Sa saison ne souffre pas de ce changement d'équipe. Vainqueur en début de saison du Trofeo Soller et du Trofeo Manacor, il termine deuxième et meilleur jeune de Paris-Nice pour sa première participation, devancé de 10 secondes par Bobby Julich, et y remporte la dernière étape au sprint. Il termine également deuxième du Grand Prix Miguel Indurain et gagne deux étapes du Tour du Pays basque.
Il confirme ses prédispositions pour les grands tours en remportant une étape de montagne du Tour de France devant Lance Armstrong, à Courchevel, pour sa première participation. Alors qu'il porte le maillot blanc de meilleur jeune, il doit abandonner quelques jours plus tard à cause de douleurs au genou.
Cependant, tout au long de cette année, Valverde, peu habitué aux longues classiques, déçoit sur les grandes courses d'un jour, où il n'obtient pas de résultat notable, à l'exception d'une nouvelle deuxième place aux Championnats du monde, à Madrid, où il est devancé par Tom Boonen.

#### 2006: première victoire au classement UCI ProTour
Après une année d'apprentissage, Valverde obtient ses premières performances sur les classiques, et réalise le doublé Flèche wallonne / Liège-Bastogne-Liège, prouvant sa polyvalence.
En effet, il obtient dans le même temps d'excellents résultats sur les courses par étapes. Vainqueur d'étape, il termine deuxième du Tour du Pays basque. Il remporte également le classement par points et une étape du Tour de Romandie, qu'il termine troisième. Enfin, sa septième place finale sur le Critérium du Dauphiné libéré fait de lui un des favoris de son deuxième Tour de France. Malheureusement, une mauvaise chute lors de la 3e étape lui cause une fracture de la clavicule et le contraint à l'abandon. En fin d'année, il gagne une nouvelle étape de montagne sur le Tour d'Espagne et porte le maillot de leader pendant 7 jours, mais termine finalement deuxième, derrière Alexandre Vinokourov. Il se classe enfin troisième du championnat du monde à Salzbourg, derrière Paolo Bettini et Erik Zabel. Grâce à sa remarquable régularité tout au long de la saison, il remporte le classement général du ProTour.

#### 2007:6edu Tour de France
L'année 2007 est un peu moins réussie pour Valverde. En début de saison, il remporte le Tour de la Communauté valencienne et le Tour de Murcie pour la deuxième fois. Il termine également troisième du Critérium international (dont il remporte le classement par points) et cinquième du Tour du Pays basque. Cependant, il échoue sur les Ardennaises : 6e de l'Amstel Gold Race, 2e de la Flèche wallonne et de Liège-Bastogne-Liège derrière Danilo Di Luca. Il est également battu par son coéquipier Joaquim Rodríguez pour le titre de champion d'Espagne.
Il arrive au Tour de France en faisant partie des favoris. Lors de la 9e étape, il attaque dans le col du Galibier. Il est rejoint ensuite par les autres favoris mais termine 2e de l'étape et se replace 2e au classement général à 2 min 35 s de Michael Rasmussen. Mais, lors du chrono d'Albi, il réalise une contre-performance, terminant 47e et retombe à la 11e place au classement général. À Paris, il termine 6e à 11 min 37 s d'Alberto Contador sans avoir pesé sur la course dans les Pyrénées malgré sa régularité.
Deuxième du Tour de Burgos, il fait alors l'impasse sur le Tour d'Espagne pour se préparer pour les championnats du monde de Stuttgart, mais fait l'objet le 19 août d'une interdiction de concourir à cette épreuve de la part de l'UCI du fait de sa possible implication dans l'affaire Puerto. Il est finalement autorisé à prendre le départ par le Tribunal arbitral du sport le 26 septembre, mais ne peut bien figurer.

#### 2008:8edu Tour et deuxième victoire au classement UCI ProTour

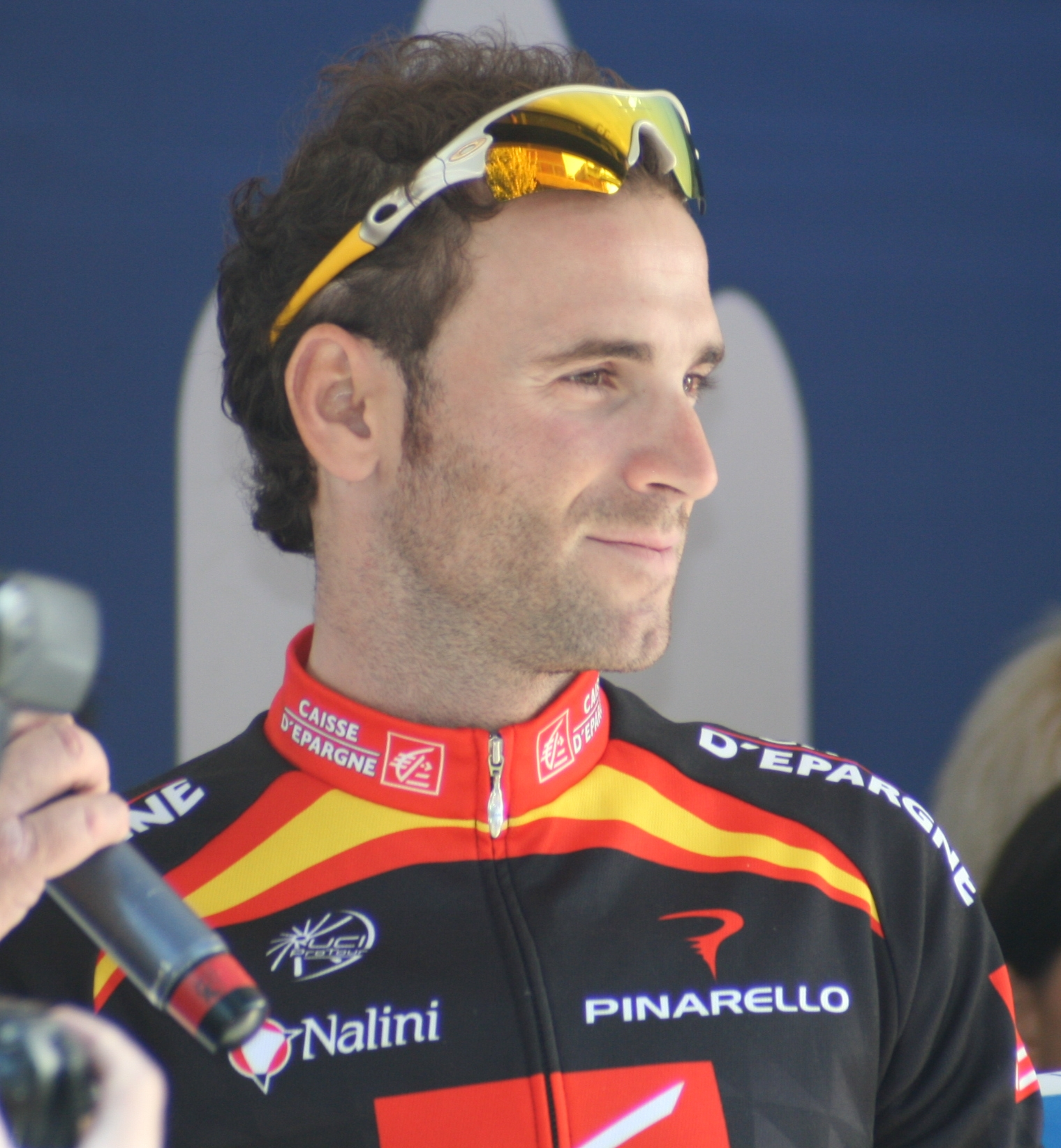
En octobre 2008, à la Roue des As de Marquette-lez-Lille.

En 2008, Valverde remporte une étape et le classement général du Tour de Murcie, dont il détient désormais le record de victoires, mais modifie sa préparation des classiques, préférant au Tour du Pays basque, Paris-Camembert, qu'il remporte.
Ensuite, il participe aux Ardennaises. Lors de l'Amstel Gold Race, il se trouve parmi un groupe de 9 coureurs, au pied du Cauberg, pour se disputer la victoire. Mais, il ne peut pas répondre à l'attaque de Fränk Schleck suivi par Damiano Cunego qui battra Schleck au sprint. Valverde termine 3e à 2 secondes de Cunego. 3 jours plus tard, il passe à côté de la Flèche wallonne terminant 21e à 32 secondes du vainqueur Kim Kirchen. Quatre jours plus tard, il participe au Liège-Bastogne-Liège. Durant l'ascension de la côte de St-Nicolas, il répond, avec Davide Rebellin, à l'attaque de Fränk Schleck en tête de la course. Il remporte l'épreuve en battant ces 2 compagnons d'échappée au sprint.

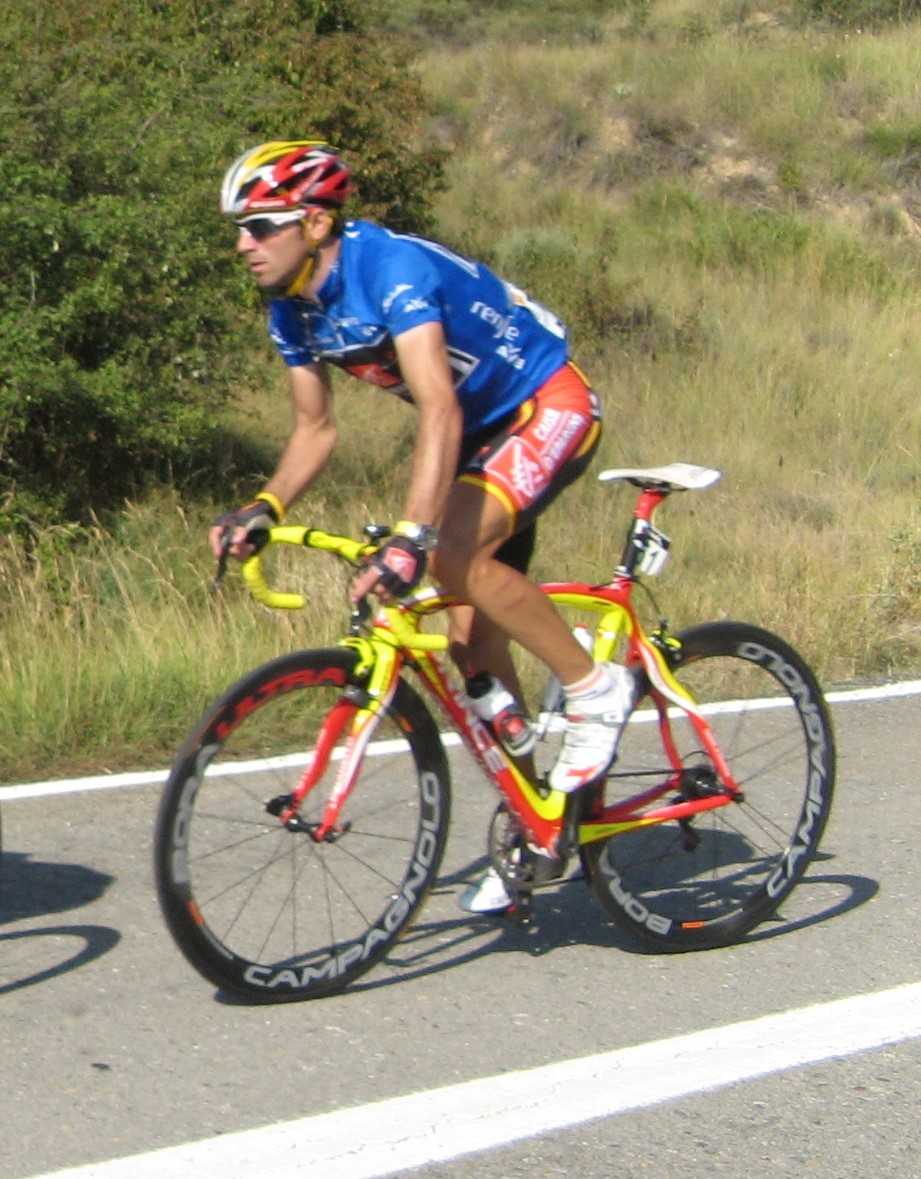
Au Tour d'Espagne 2008.

En juin, il participe au Dauphiné libéré en préparation pour le Tour de France. Il remporte d'abord la 1re étape en ligne en puncheur à l'arrivée à Privas puis le contre-la-montre tracé autour de la ville de Saint-Paul-en-Jarez. A cette occasion, il s'empare du maillot de leader avec vingt-trois secondes d'avance sur l'Américain Levi Leipheimer (Astana). Quelques jours plus tard à l'arrivée de l'épreuve à Grenoble, il s'adjuge le classement général final devant l'Australien Cadel Evans (Silence-Lotto), ainsi que le classement par points et le classement du combiné.
À la fin du mois, devient enfin Champion d'Espagne sur route. Il aborde donc le Tour de France en grand favori avec Cadel Evans, et remporte la première étape à Plumelec au terme d'un sprint très spectaculaire en puncheur. Lors de la 5e étape, il chute mais ne souffre que d'éraflures. Par la suite, il est victime d'une défaillance dès la première étape de haute montagne dans les Pyrénées, au col du Tourmalet, et perd toute chance de figurer sur le podium. Malheureusement pour lui, son retour en forme dans les Alpes ne suffit pas, et il termine finalement 8e du classement général (à la suite du déclassement de Bernhard Kohl), laissant passer une nouvelle chance de remporter un grand tour.
Après ce Tour de France décevant, il remporte la Classique de Saint-Sébastien au sprint. Sélectionné en équipe nationale pour disputer la course en ligne des Jeux olympiques à Pékin, il fait partie des favoris, avec notamment l'italien Paolo Bettini, tenant du titre. C'est cependant son compatriote Samuel Sánchez qui remporte la course devant Davide Rebellin (déclassé depuis pour cause de contrôle positif à l'EPO CERA) et Fabian Cancellara. Il termine seulement 12e à 22 secondes de son compatriote.
Sur le Tour d'Espagne, il remporte la 2e étape en puncheur et porte à nouveau le maillot de leader, mais termine cinquième du classement général. Ses bonnes performances en montagne (2e à l'Alto de l'Angliru) n'auront pas suffi à rattraper le retard qu'il avait pris dans une cassure en début de Vuelta. Il figure ainsi pour la quatrième fois dans les cinq premiers de la Vuelta, sans être encore parvenu à la remporter.
Il remporte pour la deuxième fois le classement final de l'UCI ProTour à l'issue de la saison 2008.

#### 2009: suspension par le CONI et victoire sur laVuelta

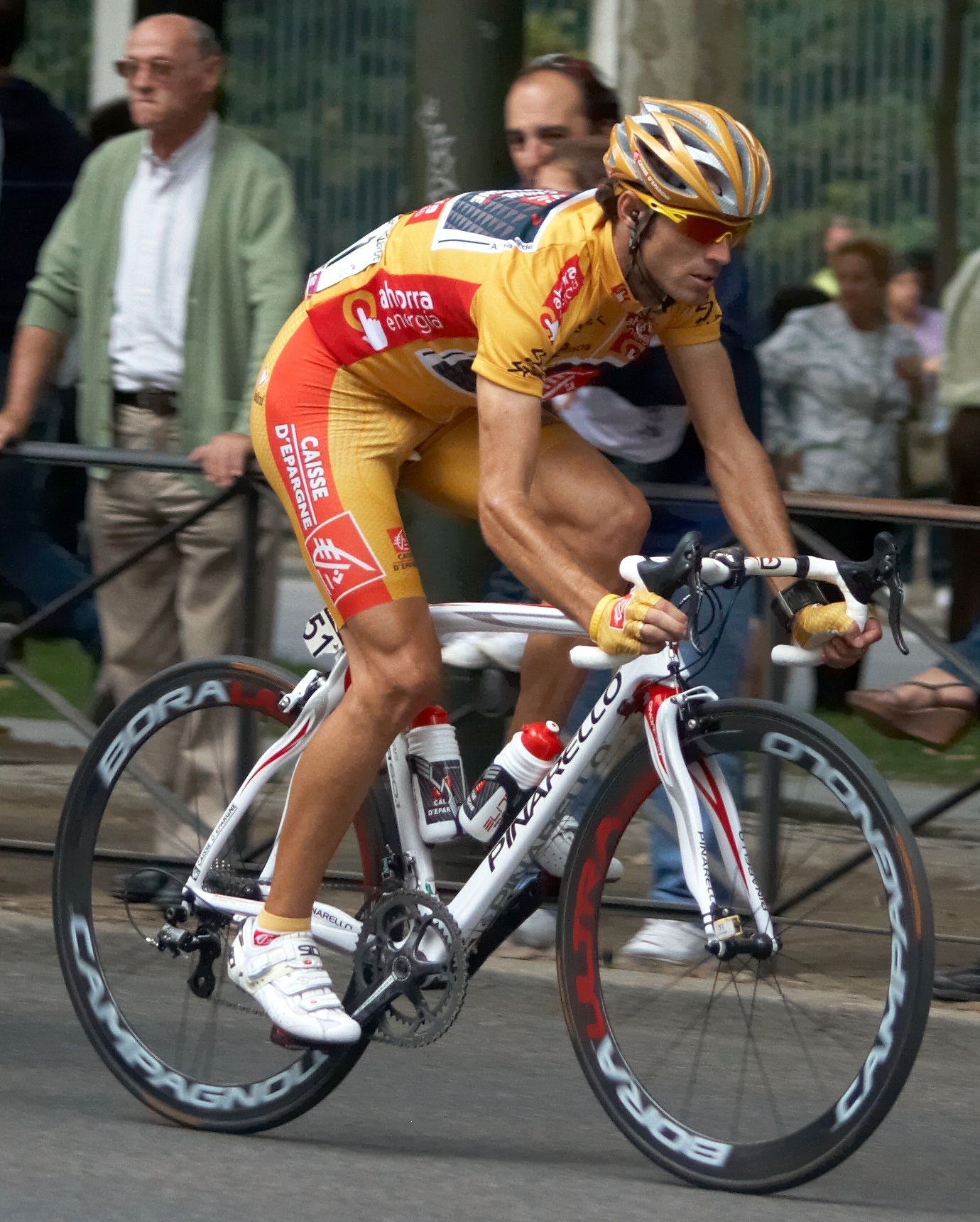
Lors de la 21e étape du Tour d'Espagne 2009

Au début de l'année, Valverde décide de faire du Tour de France son objectif principal de la saison, mettant de côté les classiques printanières qui l'avaient vu briller ces dernières années. Ainsi, après avoir notamment remporté la Klasika Primavera en début de saison, Valverde arrive sur les classiques du printemps à court de préparation. Ses performances y sont donc sans surprise en demi-teinte.
Le Comité national olympique italien, qui affirme détenir la preuve de la culpabilité de Valverde dans l'affaire Puerto, le suspend pour deux ans de toutes compétitions sur le territoire italien. En raison d'un bref passage du Tour de France en Italie, Valverde risque de ne pas pouvoir participer à cette course. Il décide de continuer sa préparation en espérant que le Tribunal arbitral du sport annule cette condamnation. Sa préparation commence donc réellement en mai, au Tour de Catalogne, qu'il remporte. En juin, il gagne le Critérium du Dauphiné libéré devançant pour la seconde année consécutive l'Australien Cadel Evans. Il arrive donc en forme au meilleur moment de la saison, à un mois du Tour. Le TAS n'annule cependant pas sa condamnation, et Valverde ne peut donc pas prendre le départ du Tour.
Privé de Tour de France, Valverde prépare le dernier grand tour de la saison, le Tour d'Espagne. Il fait figure de favori aux côtés de coureurs tels que Ivan Basso, Samuel Sánchez. Il remporte cette Vuelta.

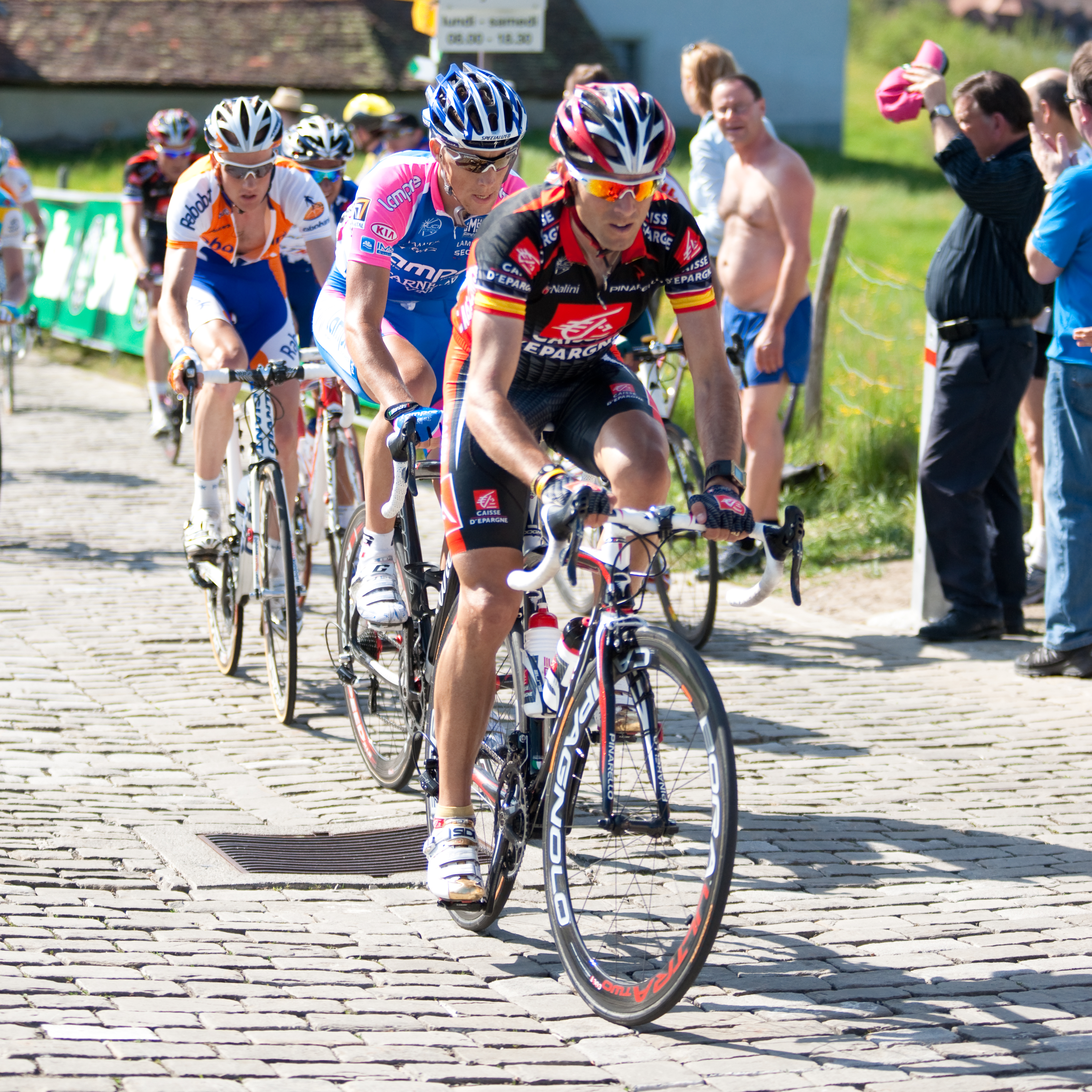
Lors du Tour de Romandie 2010

#### 2010: la suspension par le Tribunal arbitral du sport
Le début de saison de Valverde est marqué par sa prestation lors du Tour méditerranéen dont il remporte le classement général grâce notamment à une deuxième place au sommet du Mont Faron. Il succède au palmarès de l'épreuve à son coéquipier Luis León Sánchez. Il termine ensuite 2e de Paris-Nice et du Grand Prix Miguel Indurain. Lors du Tour du Pays basque, il remporte la première étape à la suite du déclassement d'Óscar Freire. Il gagne à nouveau le lendemain à l'issue d'un sprint devant son compatriote. Après une période des classiques au bilan mitigé, il remporte le Tour de Romandie à l'issue de la dernière étape, dépossédant Michael Rogers du maillot jaune. Cependant, le 31 mai 2010, le TAS le suspend pour deux ans et son titre sur le Tour méditerranéen lui est retiré au profit de Rinaldo Nocentini.

#### 2012: retour triomphal

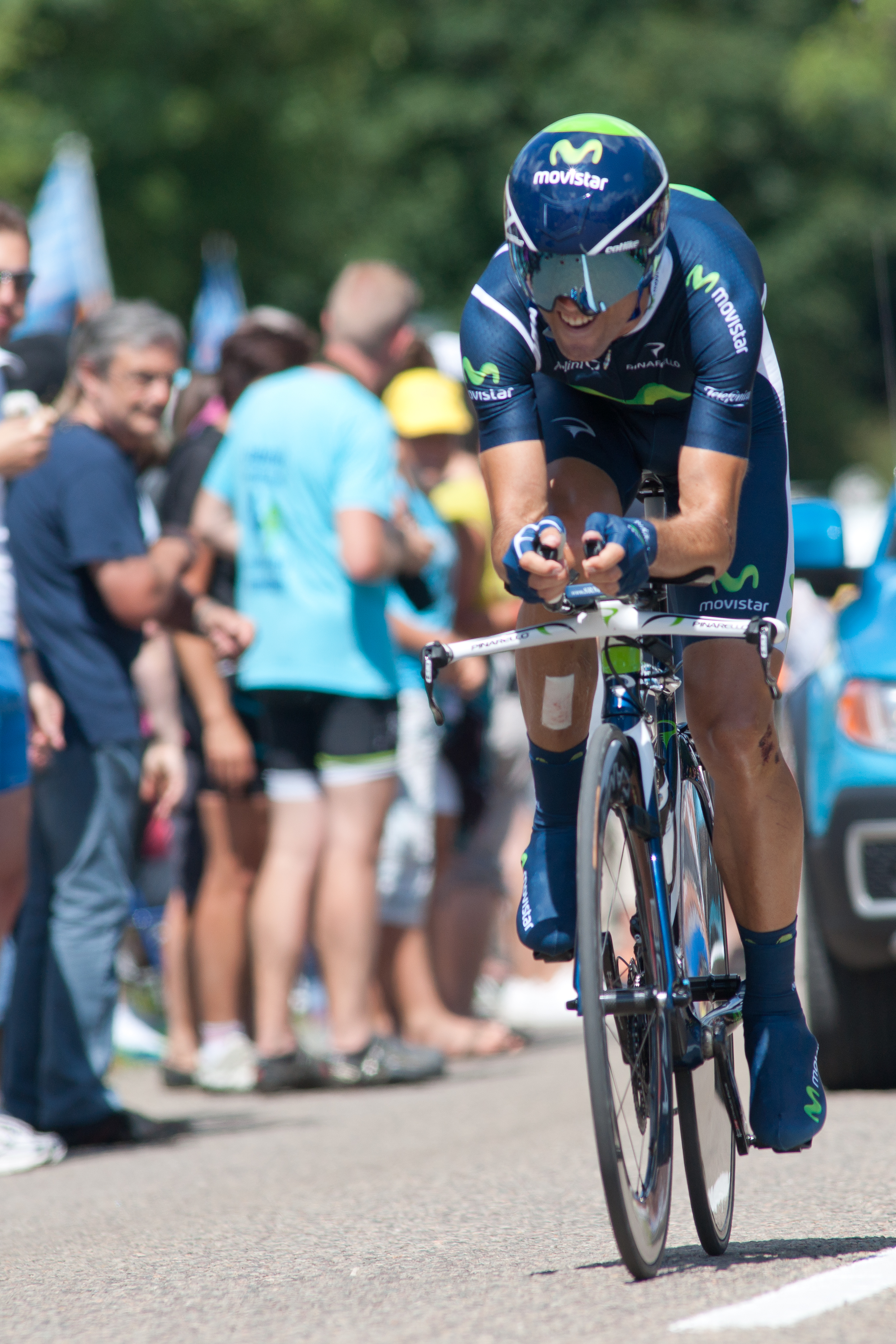
Valverde sur le Tour de France 2012.

Le 11 novembre 2011, il annonce son retour dans l'équipe Movistar en 2012,. Il remporte l'étape-reine de sa course de reprise, le Tour Down Under et termine 2e du classement général. Après avoir participé au Challenge de Majorque et remporté le Tour d'Andalousie (avec notamment la victoire sur l'étape-reine), Valverde se rend sur Paris-Nice en tant qu'outsider. 41e du prologue, il évite les cassures lors de la deuxième étape avant de s'imposer au lac de Vassivière, une nouvelle fois devant Gerrans, comme au Tour Down Under. Deuxième à Mende et sixième du contre-la-montre final au col d'Èze, Valverde finit troisième du classement général. Favori du Tour de Catalogne, il chute et doit abandonner. Cette blessure perturbe sa préparation en vue des classiques ardennaises, durant laquelle il prend la deuxième place de la Klasika Primavera. 22e de l'Amstel Gold Race, Valverde termine 46e de la Flèche wallonne. Après s'être trompé de route en tentant de revenir sur le peloton principal au cours de Liège-Bastogne-Liège, Alejandro Valverde se voit expulsé de la course avec plusieurs de ses coéquipiers. Pour se préparer pour son grand objectif, le Tour de France, Valverde décide d'une période sans course avant de partir en stage dans la Sierra Nevada pendant 2 semaines. Il participe en juin au Tour de Suisse. Après une 23e place en contre-la-montre, Valverde doit laisser son coéquipier Rui Costa s'imposer au sommet de Verbier et prendre le maillot de leader. Il se classe neuvième du classement général.
En juillet, il fait son retour sur le Tour de France où il n'avait plus couru depuis 2008. Peu actif durant l'épreuve, il se glisse dans l'échappée matinale de la 17e étape, composée de 16 coureurs, dont ses coéquipiers Rubén Plaza et Rui Costa. Il s'isole en tête dans le final et remporte à Peyragudes sa quatrième étape sur le Tour de France. Il s'impose avec 19 secondes d'avance sur Christopher Froome qui a été contraint d'attendre à plusieurs reprises le maillot jaune Bradley Wiggins. À la fin août, il participe en tant que leader à la course en ligne des Jeux olympiques, mais se classe seulement 18e. Il participe ensuite au Tour d'Espagne en tant que lieutenant du tenant du titre Juan José Cobo. Cependant, Valverde devient rapidement le leader de l'équipe après la méforme de Cobo. Son équipe Movistar commence avec une victoire dans la première étape, un contre-la-montre par équipes. Il prend la tête du général après avoir gagné la troisième étape, devant Joaquim Rodríguez, Froome et Alberto Contador. Il perd par la suite la tête du général aux dépens de Rodríguez, mais remporte la huitième étape au sommet de la Collada de la Gallina en Andorre. Il se classe finalement deuxième de la Vuelta après avoir été une menace constante pour le leader, qui était Rodríguez, jusqu'à ce que Contador renverse la course lors de la 17e étape. Valverde remporte le classement par points et du combiné, grâce à sa sixième place lors de la dernière étape à Madrid. Il conclut sa saison avec une médaille de bronze aux mondiaux de Valkenburg, avant de déclarer forfait sur le Tour de Lombardie en raison d'une grippe.

#### 2013: troisième du championnat du monde sur route, accessits sur les grands tours

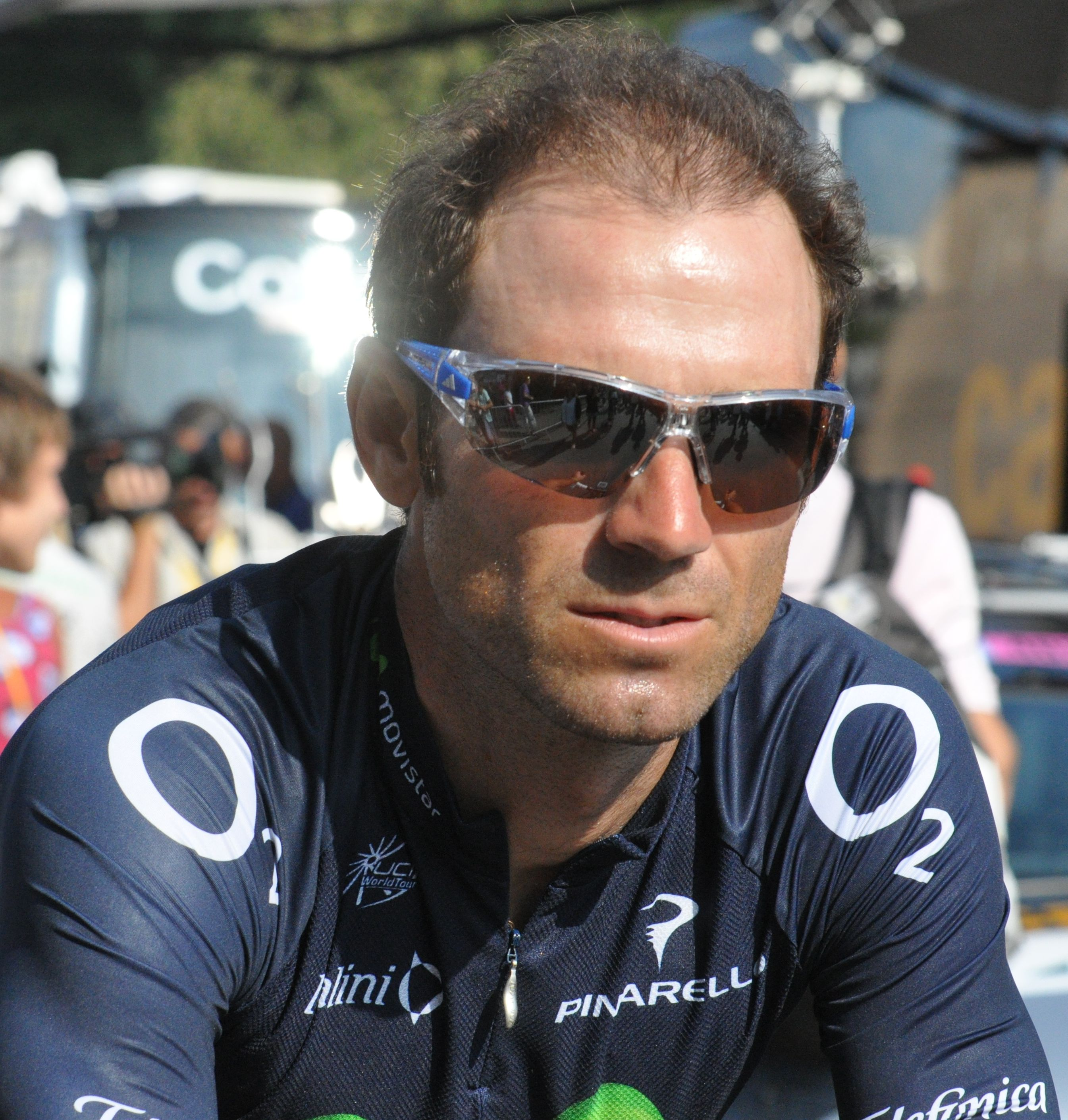
Alejandro Valverde lors du Tour de France 2013.

En 2013, Alejandro Valverde reprend la compétition au Challenge de Majorque : il y remporte la troisième manche. Il remporte ensuite le prologue de la Ruta del Sol, puis termine deuxième le lendemain derrière Jonathan Hivert. Il assoit sa victoire au classement général en remportant la troisième et dernière étape, la plus vallonnée. Il prend trois jours plus tard la troisième place du Tour de Murcie. Il prend ensuite le départ d'une course en Italie pour la première fois depuis le Tour du Piémont 2006 : il se classe treizième des Strade Bianche et 32e de la Roma Maxima. Sa première course World Tour de la saison est le Tour de Catalogne. Lors de la première étape, il figure dans un groupe de treize coureurs qui devance le peloton de 28 secondes. Il finit troisième de l'étape. Lors de la troisième étape, arrivant au sommet de Vallter 2000, il se classe deuxième derrière son coéquipier Nairo Quintana et s'empare de la tête du classement général. Valverde se dit alors très heureux pour Quintana, avec qui il estime former « un grand duo », et qualifie l'étape de « jour parfait » pour son équipe. Lui et son équipier Eros Capecchi chutent le lendemain et sont contraints à l'abandon. Valverde n'a cependant pas de blessures importantes.
Dès le lendemain du Tour de Catalogne, il part avec Quintana et leur directeur sportif José Luis Arrieta reconnaître les étapes des Pyrénées du prochain Tour de France (huitième et neuvième étapes), ainsi que l'ascension finale de la 16e étape de la Vuelta. Sur la huitième étape, il estime que « les deux cols sont d'envergure», particulièrement le Port de Pailhères, et que « ce sera la première étape de montagne du Tour et cela la rend toujours plus dangereuse ». Le lendemain, « l'étape n'est pas très longue, mais il n'y a pas un mètre de plat ». À la fin du mois de mars, il participe à deux courses d'un jour en Espagne : il finit quatrième du GP Miguel Indurain et 30e du Tour de La Rioja. Le 14 avril, lors de l'Amstel Gold Race, Valverde parvient à suivre dans le Cauberg Philippe Gilbert en compagnie de Simon Gerrans. Le trio ne parvient pas à revenir sur Roman Kreuziger, en tête depuis plusieurs kilomètres, et se fait reprendre par le reste du groupe des favoris, réglé au sprint par Valverde. Quelques jours plus tard, il se classe septième de la Flèche wallonne. Il finit sa saison des ardennaises en faisant partie du groupe de cinq coureurs qui sort du peloton dans la côte de Saint-Nicolas, lors de Liège-Bastogne-Liège, et rejoint en tête de la course Ryder Hesjedal. Dans la dernière côte à Ans, Daniel Martin et Joaquim Rodríguez filent se disputer la victoire. Valverde termine troisième de l'épreuve. Ensuite, il dispute le Tour de Romandie. Il termine huitième du prologue, puis lors de l'étape-reine (la quatrième étape), le leader Christopher Froome et Simon Špilak s'isolent en tête de la course, Valverde se classe deuxième du sprint du groupe des poursuivants derrière son coéquipier Rui Costa. 41e du contre-la-montre final, il est finalement neuvième du classement général.
Valverde fait un bon début de Tour de France 2013. Il est second au classement général, trois minutes et demi derrière Christopher Froome, après le contre-la-montre du Mont-Saint-Michel. Il déclare avoir réalisé son meilleur chrono sur le tour. Deux jours plus tard, il est victime d'une bordure alors qu'il n'est pas revenu dans le peloton après une crevaison. À l'arrivée, il accuse un retard de près de dix minutes. Il perd ses chances pour la victoire et le podium. Christopher Froome avait déclaré que Valverde était son principal rival pour la victoire finale. Finalement, il joue l'équipier de luxe pour Nairo Quintana qui termine deuxième de ce tour. Valverde se classe huitième.
En septembre, il est troisième du Tour d'Espagne. Sélectionné ensuite pour la course en ligne des championnats du monde de Florence, Valverde figure parmi le quatuor de coureurs qui se disputent la victoire. Alors que Joaquim Rodríguez s'échappe en solitaire dans les derniers kilomètres, Valverde ne contre pas la contre-attaque du Portugais Rui Costa, qui rejoint Rodríguez et le bat au sprint. Valverde domine ensuite Vincenzo Nibali pour la médaille de bronze. Valverde, sur le podium pour la cinquième fois, devient le coureur ayant obtenu le plus de podiums sur un championnat du monde sur route. Il est annoncé qu'il sera le leader de la Movistar pour le Tour de France 2014.

#### 2014: victoires sur la Flèche wallonne et au World Tour

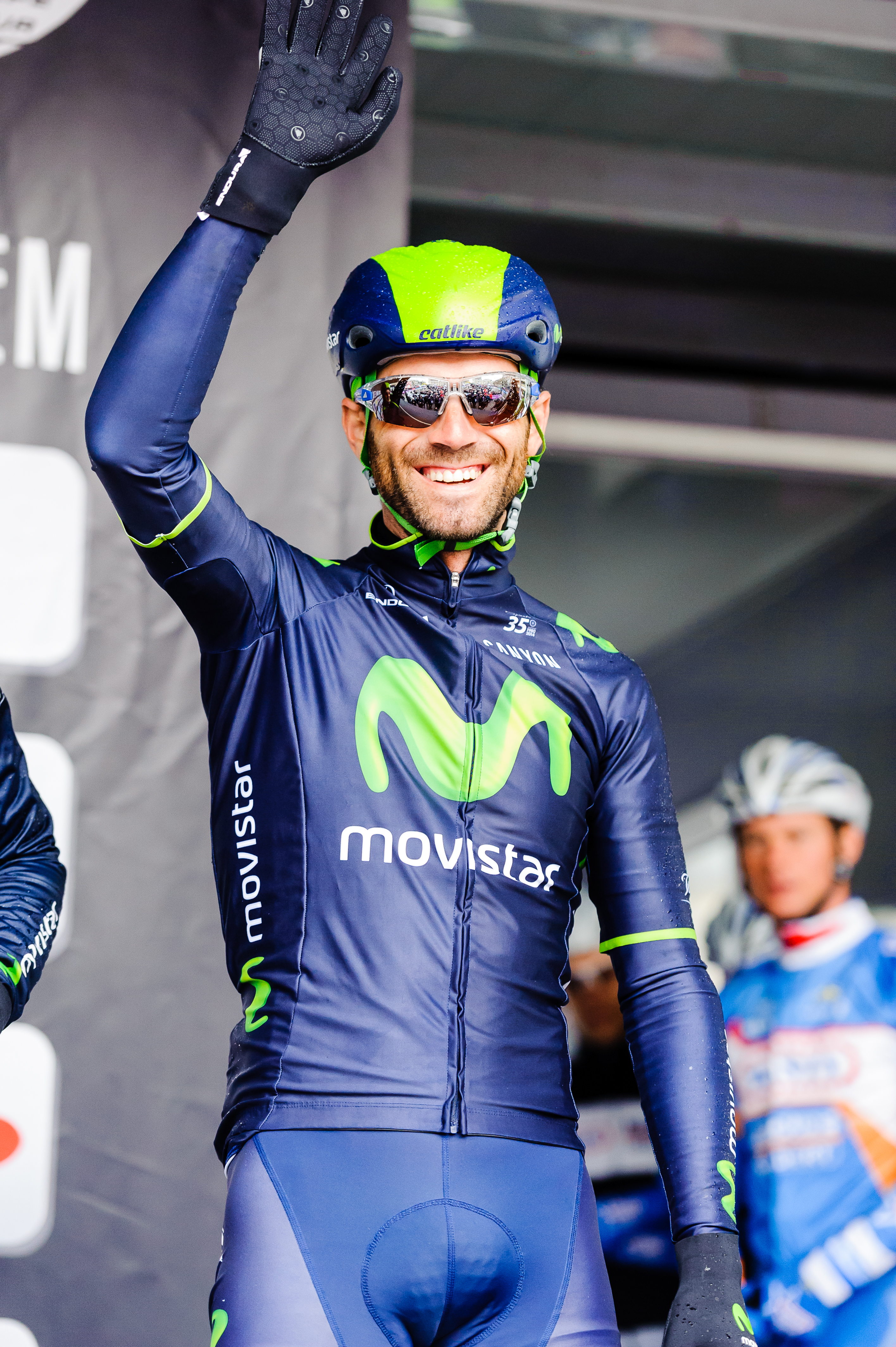
Alejandro Valverde accueille le public avant le début de À travers les Flandres 2014.

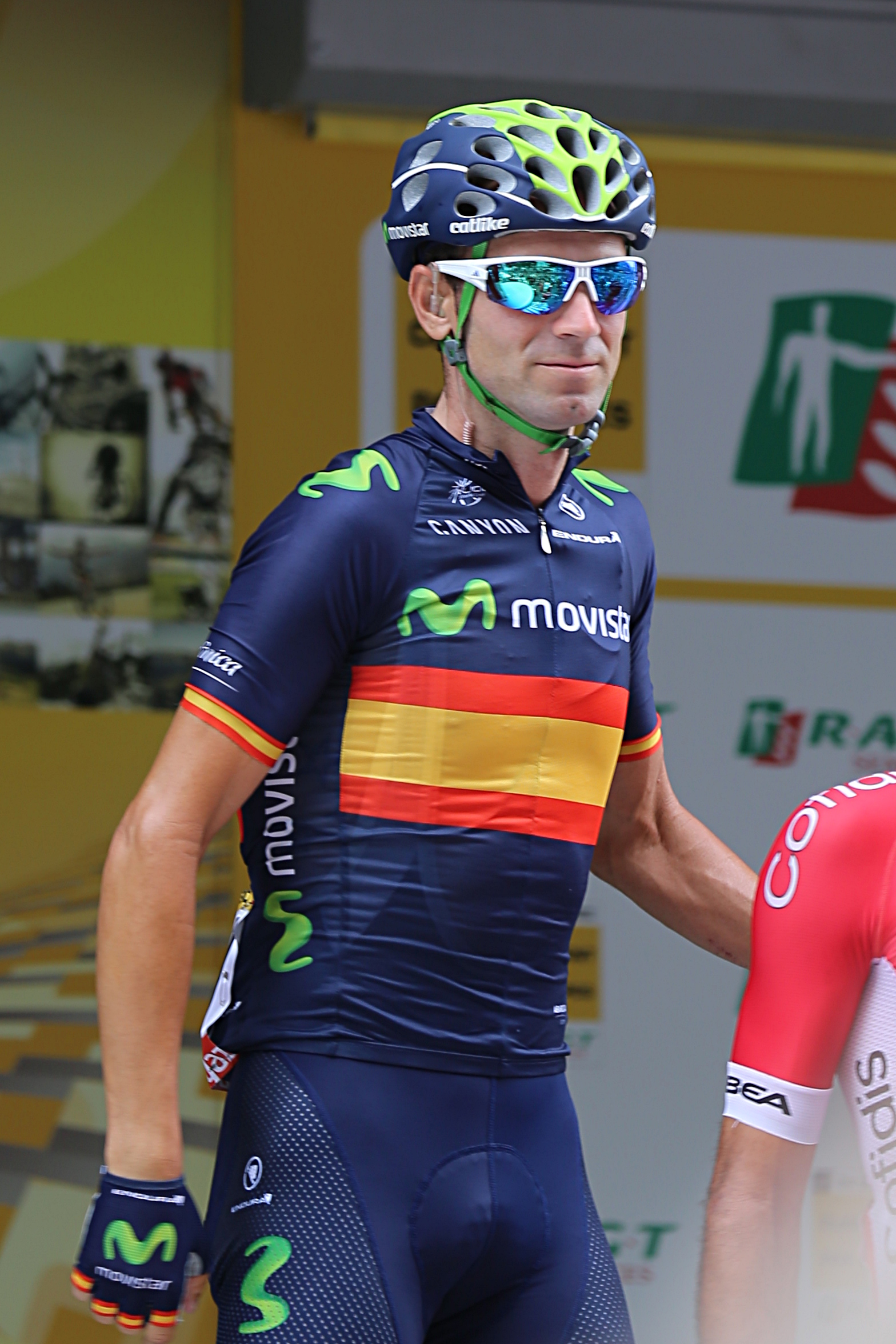
Valverde lors du Tour de France 2015.

En 2014, Valverde veut se concentrer sur le Tour de France 2014 qui sera son principal objectif. Il entame la saison parfaitement en remportant la Ruta Del Sol pour la troisième année consécutive. Il bat notamment sur le prologue Richie Porte et Bradley Wiggins, deux spécialistes de la discipline. Il remporte deux autres étapes de cette course. Alejandro Valverde prend part au Tour du Pays basque, tout comme Alberto Contador. Lors de la première étape, il attaque Contador mais il se fait contrer et prend la deuxième place de l'étape. Lors de la quatrième étape, Contador tente d'attaquer Valverde plusieurs fois mais ce dernier reste bien dans les roues. Sur le final, il reprend même quelques secondes à Contador. Il termine cinquième du Tour du Pays basque après avoir perdu du temps en contre-la-montre lors de la dernière étape. À l'occasion de sa victoire sur la Flèche wallonne, il obtient son huitième succès de la saison. Pour la première fois de sa carrière, il devient champion d'Espagne du contre-la-montre en juin, puis il est deuxième sur route trois jours plus tard, derrière son coéquipier Ion Izagirre. Au départ du Tour de France, Valverde affiche ses ambitions pour le podium. Lors de l'étape des pavés, Vincenzo Nibali prend près de trois minutes d'avance sur Valverde, qui termine néanmoins devant Alberto Contador. Christopher Froome a chuté et dû abandonner. En grande forme, Nibali domine le Tour de France après l'abandon de Contador sur chute. Après une bonne première semaine, Valverde n'arrive pas à distancer Nibali dans les Alpes. Dans les Pyrénées, il montre des signes de fatigue. Lors de la dernière pyrénéenne étape entre Pau et Hautacam, Valverde perd sa seconde place et se fait devancer par Péraud et Pinot. Pris de fatigue et en manque de fraicheur, il ne pourra pas atteindre le podium lors du contre-la-montre. Il s'exprime après cette étape :« Je savais ce qui allait se passer. J'étais informé des temps de mes concurrents, et du coup j'étais au courant que je perdais mes espoirs de podium. Mon corps a répondu non. Durant la dernière semaine, j'ai souffert des conditions climatiques difficiles que nous avons subies. » Il déclare avoir tout donné, ne pas avoir de regrets et être content tout de même de cette quatrième place. Pour finir, Valverde a annoncé qu'il participerait à la Vuelta. Il remporte ensuite en solitaire la Classique de Saint-Sébastien.
Au départ du Tour d'Espagne, Valverde partage le statut de leader de la Movistar avec son coéquipier Nairo Quintana, souvent présenté comme favori. La Movistar gagne la première étape, à savoir un contre-la-montre par équipes. Le lendemain, Alejandro Valverde endosse le maillot rouge de leader au bénéfice de sa 21e place à l'arrivée de la deuxième étape remportée au sprint par Nacer Bouhanni. Il ne garde la tête du classement général que pendant une journée. Mais lors de la sixième étape, il abat un gros travail dans le final de l'étape. À deux kilomètres de l'arrivée, en pleine montée, il écrème le groupe des favoris avec Nairo Quintana dans sa roue. Lorsque Joaquim Rodríguez attaque, il saute dans sa roue. De plus il résiste au retour de Christopher Froome et Alberto Contador qu'il devance sur la ligne. Il remporte cette sixième étape et reprend le maillot rouge. Il termine troisième du Tour d'Espagne devancé par Alberto Contador et Christopher Froome.
Initialement présélectionné pour les championnats du monde, il est retenu pour la course en ligne. Il monte pour la troisième année consécutive sur la troisième marche du podium. Il est ensuite second du Tour de Lombardie. Lauréat du classement World Tour pour la troisième fois, il termine également troisième du Vélo d'or derrière Alberto Contador et Vincenzo Nibali.

#### 2015: doublé dans les classiques ardennaises et podium sur le Tour

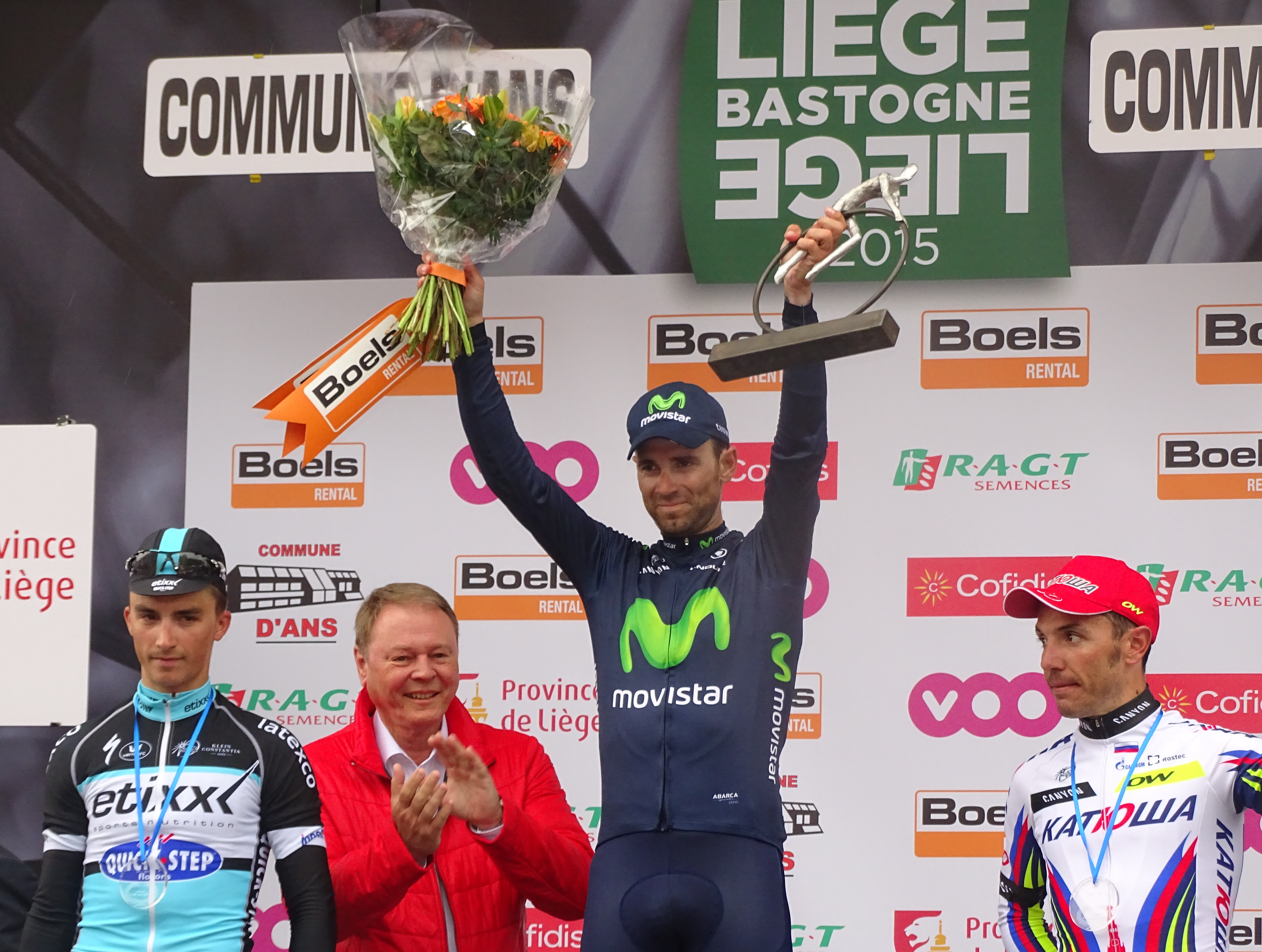
Valverde sur le podium après sa victoire sur Liège-Bastogne-Liège 2015

Valverde commence l’année 2015 à Majorque avec une deuxième place au trophée Andratx et une victoire dans le Trophée Serra de Tramuntana, où il termine seul après une échappée de 30 km dans des conditions climatiques très difficiles. Il participe ensuite aux tours de Dubaï et d’Oman, qu’il termine respectivement aux quatrième et troisième places. Après une troisième place à la Strade Bianche, il termine vingtième de Milan San Remo.

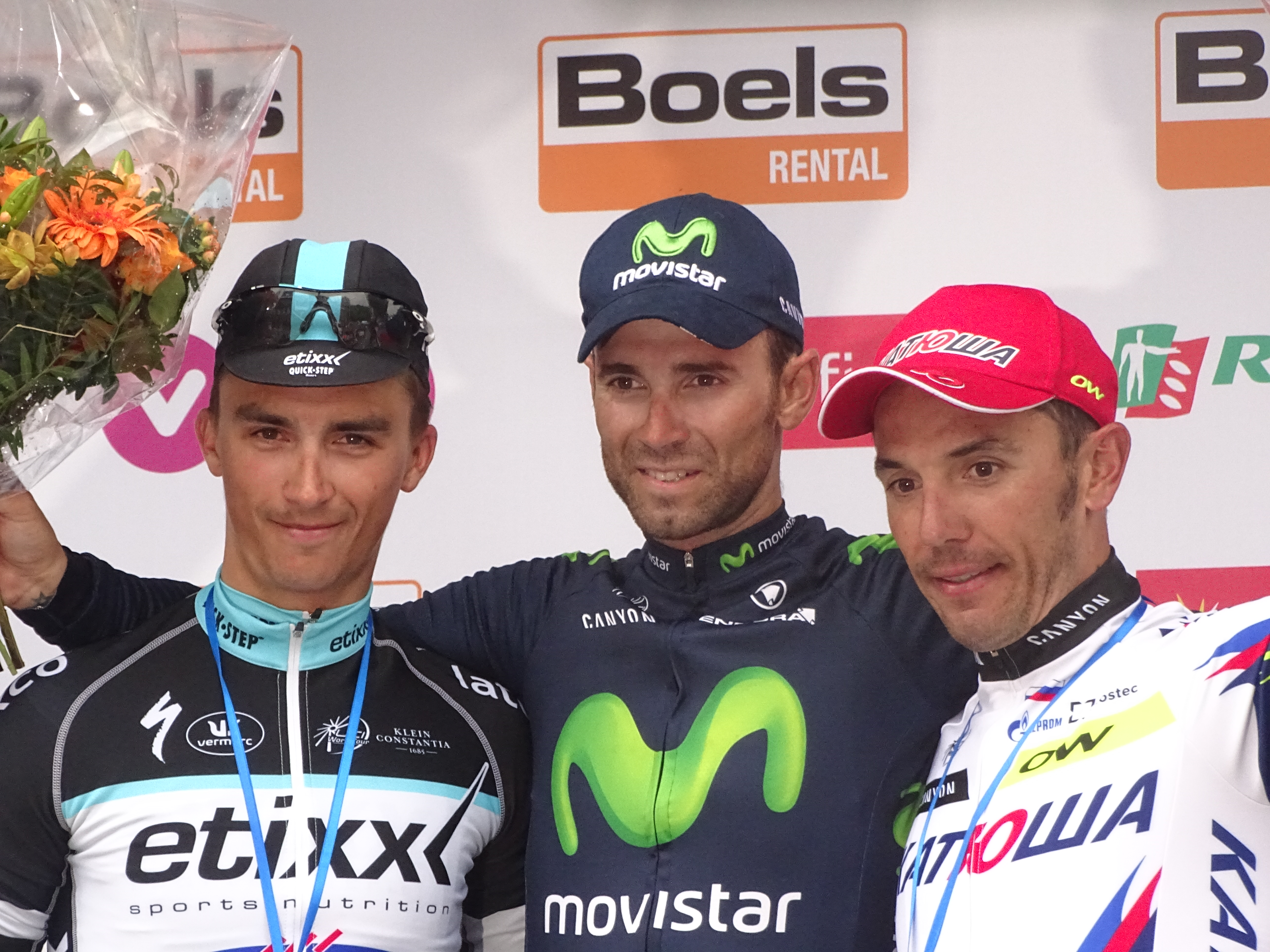
Podium de l'édition 2015 de Liège-Bastogne-Liège : Julian Alaphilippe (2e), Alejandro Valverde (1er) et Joaquim Rodríguez (3e).

En mars 2015, il s'adjuge trois étapes du Tour de Catalogne. Il remporte un sprint massif lors de la deuxième étape devant son coéquipier José Joaquín Rojas. Lors de la cinquième étape, il se détache d'un groupe de favoris à quelques kilomètres de l'arrivée et gagne en solitaire. Il conclut finalement le Tour en remportant le sprint de la septième étape et finit la course deuxième pour ce qui est du classement général.
Il est ensuite cinquième au grand prix Miguel Indurain et participe aux Ardennaises. À l’Amstel Gold Race, il est devancé par Kwiatkowski, mais à la Flèche Wallonne, il contrôle l’ascension du Mur de Huy pour s‘offrir une deuxième victoire consécutive, devant Alaphilippe. Il devance également ce dernier à Liège après être revenu sur Moreno et remporte ainsi sa troisième victoire  dans la « Doyenne ». Il prend alors la tête du classement UCI, qu’il garde jusqu’à la fin de l’année.
Il revient à la compétition en juin avec un Dauphiné en demi-teinte qu’il termine à la 9e place, puis il gagne le championnat d’Espagne sur route.
Lors du Tour de France, Valverde est un équipier de luxe de Nairo Quintana, mais qui peut jouer sa carte personnelle dans certaines circonstances.
Dès la première étape en ligne, Valverde, en compagnie de Nairo Quintana et Vincenzo Nibali, perd 1 minute 30 sur Alberto Contador et Christopher Froome. Mais un très bon contre-la-montre par équipes lui permet de remonter au classement général. Le 14 juillet, jour de la démonstration de Christopher Froome, Valverde termine à deux minutes du vainqueur du jour. Malgré des attaques incessantes en compagnie de Nairo Quintana, il ne parviendra pas à distancer Froome jusqu'à l'arrivée finale où il se classe troisième et fait donc partie du podium derrière Froome et Quintana. Il s’intercale ainsi entre les 4 grands favoris de ce tour,  devançant Nibali et Contador. Ce podium qui lui avait échappé en 2014 lui fait verser des larmes d’émotion lors de l’arrivée à  l’Alpe d’Huez.
Une semaine après le Tour de France, il termine troisième de la Classique de Saint-Sébastien derrière le jeune Adam Yates et Philippe Gilbert. Il participe à la Vuelta avec Quintana. Il remporte la quatrième étape devant Sagan, mais une chute à la cinquième étape lui provoque des douleurs à l’épaule et des contusions, ce qui limitera ses performances dans les étapes de montagne dominées d’abord par Chaves et Dumoulin, puis par le futur vainqueur Aru. Après un contre la montre réussi, où il termine troisième, il finit septième du classement général, remportant le maillot vert de la régularité.
Valverde est sélectionné pour la course en ligne des championnats du monde de Richmond. Il est l'un des deux chefs de file espagnols avec Joaquim Rodríguez. Il termine cinquième de la course remportée par Sagan. Il est ensuite quatrième du tour de Lombardie derrière Nibali, Moreno et Pinot, puis septième de sa dernière compétition, le tour d’Abu Dhabi.
Il remporte pour la deuxième fois consécutive le classement World tour 2015 devant Rodriguez, qu’il devance de plus de 200 points, et son coéquipier Quintana. Il avait déjà remporté le Pro Tour en 2006 et 2008. Il confirme ainsi, grâce à sa polyvalence, sa régularité au plus haut niveau et contribue fortement à la victoire de son équipe Movistar au classement UCI par équipe.

#### 2016: podium sur le Giro

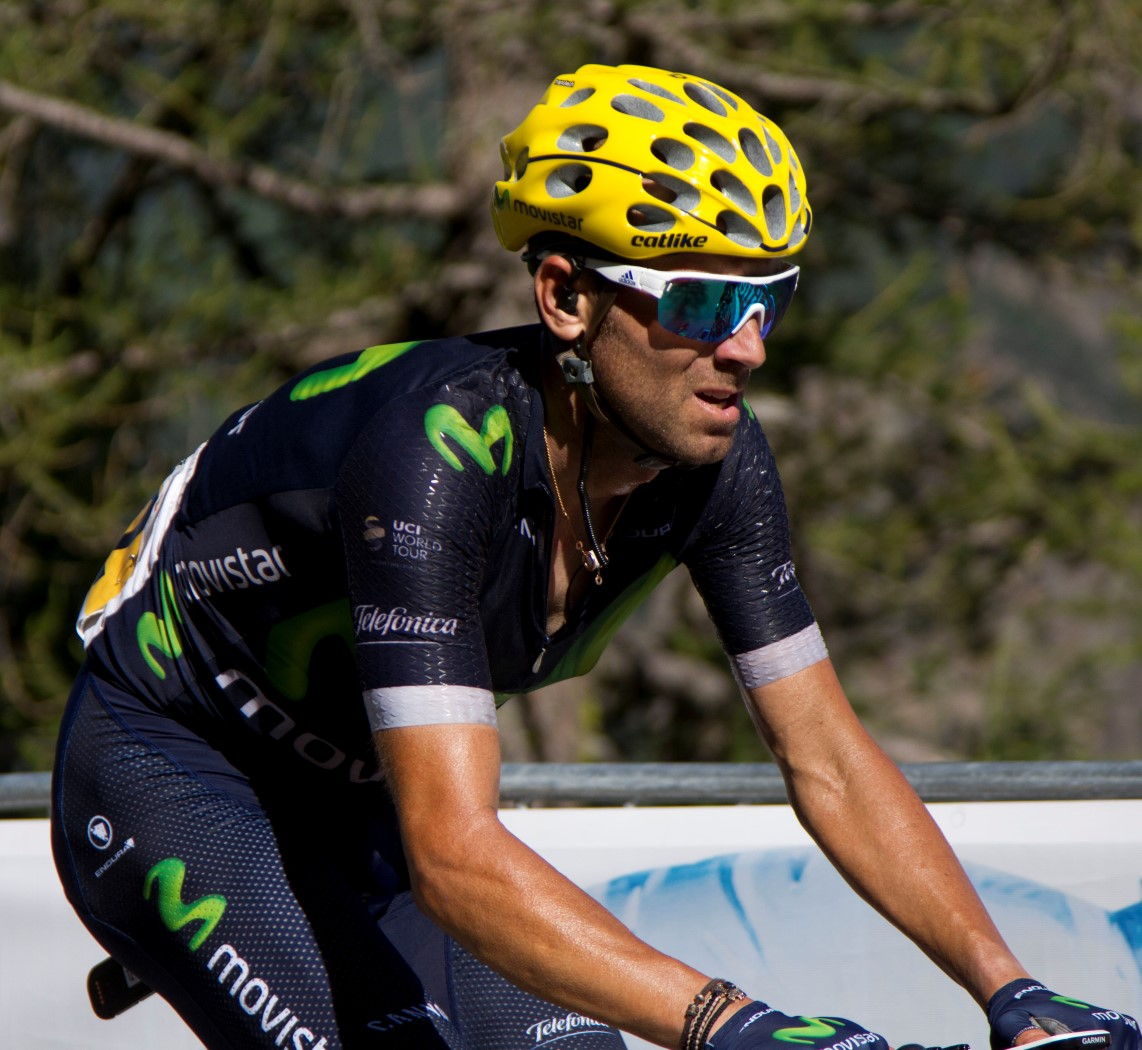
Valverde lors du Tour de France 2016.

Les principaux objectifs de Valverde pour la saison 2016 sont les classiques ardennaises, le Tour d'Italie et les Jeux olympiques de Rio.
En début de saison, il remporte pour la quatrième fois le Tour d'Andalousie, devançant le reste des concurrents, y compris Tejay van Garderen et Rafał Majka, lors de la montée finale de la dernière étape. Il ne brille guère par la suite sur les routes italiennes ce qui le pousse à changer son programme alors qu'il voulait participer aux classiques flandriennes. En vue de la préparation du Tour d'Italie qu'il découvrira pour la première fois de sa carrière, il fait une coupure à partir de Milan-San Remo jusqu'au Tour de Castille-et-León qu'il remporte avec deux étapes. Il fait l'impasse sur l'Amstel Gold Race, une course encore manquante à son palmarès. Il gagne par la suite la Flèche wallonne pour la quatrième fois ce qui en fait le recordman de victoires sur cette classique. Tenu en échec à Liège-Bastogne-Liège, il dispute ensuite le Tour d'Italie pour la première fois. Il le termine à la troisième place, et remporte une étape à Andalo, sa quatorzième victoire sur un grand tour. Il devient le 16e cycliste à terminer sur le podium de chacun des trois grands tours.
En juillet, il réalise un bon Tour de France, durant lequel il aide son coéquipier et leader Nairo Quintana tout en se classant sixième du classement général. Il s'agit de son neuvième Top 10 consécutif sur ses neuf derniers grands tours (un exploit qui n'a plus été réalisé depuis Miguel Indurain). Considéré comme l'un des favoris de la Classique de Saint-Sébastien, il termine troisième de la course derrière Bauke Mollema et Tony Gallopin. Valverde ainsi que Joaquim Rodríguez, Jonathan Castroviejo, Imanol Erviti et Ion Izagirre constituent la sélection espagnole pour la course en ligne des Jeux olympiques. Durant cette épreuve difficile, marquée par les chutes sur un parcours dangereux, dont celle de Nibali, et par la chaleur humide, redoutée de Valverde, il roule avec Cancellara sur une échappée, favorisant le retour de Rodriguez qui se classe finalement 5e.
En fin d'été, il est à nouveau aux côtés de Quintana sur le Tour d'Espagne. À cette occasion, il pourrait être le troisième coureur après Raphaël Géminiani en 1955 et Gastone Nencini en 1957 à boucler les trois grands tours dans le « top 10 » la même année. Le Tour d'Espagne se situe cependant à un niveau beaucoup plus élevé que dans les années 1950 et Valverde, à la suite d'une défaillance dans l'étape de l'Aubisque (il perd près de 10 minutes sur Froome-Quintana), termine douzième de cette Vuelta. Il se met au service de Quintana, vainqueur devant Froome à la suite d'une échappée initiée par Contador, favorisée par la négligence de l'équipe Sky. Valverde remporte le prix du fair-play de cette Vuelta. Il participe ensuite au Tour de Lombardie qu'il termine sixième. Sélectionné pour les championnats du monde à Doha, il renonce au déplacement après une année très chargée, avec 92 jours de course, 3 grands tours, et plus de 15000 km. En octobre il prolonge de deux ans son contrat avec la formation Movistar. En fin d'année, il est classé 4e du classement World Tour et 5e du Classement mondial UCI.

#### 2017: nouveau doublé ardennais et chute sur le Tour
Il commence sa saison en remportant le Tour de Murcie devant Jhonatan Restrepo. Après ça, il s'impose pour la 5e fois sur la Ruta del Sol devant Alberto Contador, où il y remporte la 1re étape en devançant Wout Poels au sprint. En remportant la Ruta del Sol, il remporte par la même occasion sa 100e victoire professionnelle.
Ensuite, il participe au Tour de Catalogne, où lors de la 2e étape, la Movistar remporte le contre-la-montre par équipes mais est pénalisée d'une minutes à la suite d'une poussée de José Joaquín Rojas sur ses coéquipiers Nélson Oliveira et Andrey Amador. Il remporte ensuite la 3e étape devant Daniel Martin, la 5e étape devant Christopher Froome et au cours de laquelle il prend le maillot de leader de la course ainsi que la 7e étape dans les rues de Barcelone au sprint devant Jarlinson Pantano. Il s'impose ainsi pour la deuxième fois au classement général de l'épreuve en devançant Alberto Contador et Marc Soler.
Début avril, il remporte son premier Tour du Pays basque devant Alberto Contador, après avoir remporté la 5e étape au sprint en devançant Romain Bardet. Le 19 avril, il gagne sa 5e Flèche wallonne (la quatrième d'affilée) en devançant au sprint Dan Martin. Quatre jours plus tard, il remporte son 4e Liège-Bastogne-Liège en devançant dans un sprint à deux Dan Martin, égalant Moreno Argentin et réalisant de nouveau le doublé ardennais.
À la suite d'une grave chute durant la première étape du Tour de France 2017 à Düsseldorf, il abandonne la course (il s'agit de son premier abandon dans un grand tour depuis 2006) et met un terme à sa saison.

#### 2018: champion du monde et numéro un mondial

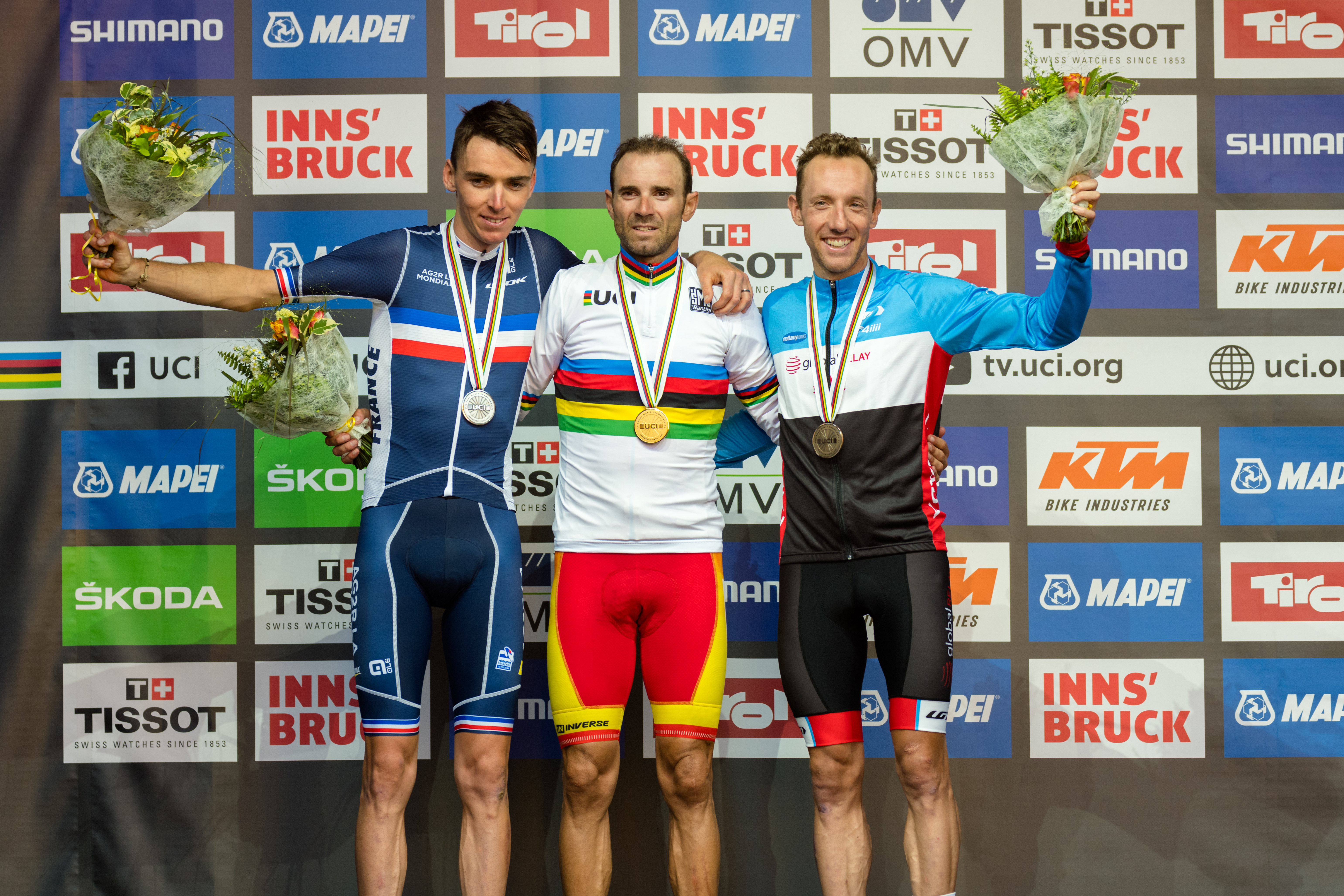
Podium des mondiaux 2018.

À 38 ans, il entame sa saison en remportant le Tour de la Communauté valencienne devant Luis León Sánchez en s'adjugeant la 2e étape au sprint devant Luis León Sánchez et la 4e étape en devançant Adam Yates. Fin février, il remporte le Tour d'Abou Dabi devant Wilco Kelderman, dont il gagne l'étape reine au sprint devant Miguel Ángel López. Par la suite, il est battu par Luis León Sánchez lors du Tour de Murcie et se classe quatrième des Strade Bianche, disputé dans des conditions dantesques. Ensuite, il remporte son troisième Tour de Catalogne devant son coéquipier Nairo Quintana, où il y remporte la 2e étape au sprint devant Daryl Impey ainsi que la 4e étape en devançant Egan Bernal. Le 31 mars, il s'adjuge le GP Miguel Indurain en devançant Carlos Verona et Nick Schultz. Considéré une nouvelle fois comme le grand favori des classiques ardennaises, il n'en gagne aucune, terminant 5e de l'Amstel Gold Race, 2e de la Flèche wallonne derrière Julian Alaphilippe et 13e de Liège-Bastogne-Liège.
Après un cycle d'entrainement, il est annoncé sur le Tour de Suisse, mais il est victime d'un refroidissement les jours précédant cette épreuve et déclare forfait. Il reprend finalement la compétition sur la Route d'Occitanie, où il y remporte l'étape reine devant Daniel Navarro ainsi que le classement général de l'épreuve. Lors du championnat d'Espagne, il termine deuxième en réglant le sprint du groupe de poursuivants derrière Gorka Izagirre. Il réalise ensuite un prometteur début de Tour de France en occupant la troisième place du classement général après la dixième étape. S'annonçant comme équipier de Nairo Quintana et Mikel Landa, il attaque à plus de 50 kilomètres de l'arrivée lors de la onzième étape, mais il est rattrapé puis distancé. Il essaie à d'autres reprises d'attaquer les leaders de loin mais sans plus de succès. Fatigué, il n'est pas dans la capacité de peser sur la deuxième moitié de l'épreuve et termine finalement quatorzième du général.
Fin août, il participe à son douzième Tour d'Espagne, où il remporte la 2e étape devant Michal Kwiatkowski et la 8e étape au sprint devant Peter Sagan. Il occupe encore la deuxième place du classement général à trois jours de l'arrivée à Madrid, à 25 secondes du leader Simon Yates. Sûr les deux dernières étapes de montagne, il cède et termine finalement cinquième de cette Vuelta. Il remporte néanmoins son quatrième classement par points devant Peter Sagan.
En septembre à Innsbruck, sur un tracé favorisant les grimpeurs, il est sacré champion du monde sur route après avoir battu au sprint Romain Bardet, Michael Woods et Tom Dumoulin au sein d'un groupe de quatre coureurs formé lors de la très difficile dernière ascension. À 38 ans 5 mois et 5 jours, il devient alors le deuxième champion du monde le plus âgé de l'histoire derrière le Néerlandais Joop Zoetemelk, un titre qui divise les suiveurs en raison de son passé,. Il termine sa saison sur les routes italiennes et termine notamment troisième de Milan-Turin et onzième du Tour de Lombardie à chaque fois remporté par Thibaut Pinot.
En fin d'année, il termine troisième du classement UCI World Tour derrière Simon Yates et Peter Sagan puis se classe N°1 Mondial devant Simon Yates et Elia Viviani. Le 26 octobre, il est élu Vélo d'or 2018 devant Geraint Thomas et Julian Alaphilippe.

#### 2019: deuxième du Tour d'Espagne
Alejandro Valverde annonce que pour la saison 2019, il ne prendra pas le départ du Tour de France, mais participera au Giro et à la Vuelta. Il annonce également son intention de prendre sa retraite en 2021, après avoir participé aux Jeux de 2020, qui se dérouleront sur un parcours très sélectif.
Il commence sa saison en prenant la troisième place du Trofeo de Tramuntana Soller-Deia derrière Tim Wellens et Emanuel Buchmann. Ensuite, il termine second au général du Tour de la Communauté valencienne derrière Ion Izagirre puis du Tour de Murcie derrière Luis León Sánchez. Il prend ensuite le départ de l'UAE Tour, où il y remporte la 3e étape au sprint devant Primož Roglič et David Gaudu pour remporter sa première victoire avec le maillot arc-en-ciel. Il finit deuxième du classement général derrière Primož Roglič. Fin mars, il termine septième de Milan-San Remo remporté par Julian Alaphilippe. Après ça, il termine à la dixième place du Tour de Catalogne. Il participe ensuite pour la première fois au Tour des Flandres et se classe huitième de la course. Il se dit alors en meilleure forme qu'il ne pouvait l'espérer. Seulement onzième de la Flèche wallonne, il chute à l'entraînement le lendemain de la course et se blesse au sacrum. Insuffisamment remis lors de Liège-Bastogne-Liège, il abandonne la course et se voit contraint de renoncer au Tour d'Italie. Il annonce ensuite sa participation au Tour de France. Pour son retour, il remporte pour la deuxième année consécutive la Route d'Occitanie devant Iván Sosa et Rigoberto Urán (il devient le premier double vainqueur de cette course) après avoir remporté la 1re étape au sprint devant Eddie Dunbar et Élie Gesbert. Le 30 juin, il devient pour la troisième fois champion d'Espagne sur route en devançant au sprint Luis León Sánchez. Sur le Tour de France, il se fait coéquipier de luxe pour Mikel Landa et Nairo Quintana. Il termine néanmoins deuxième de la 20e étape derrière Vincenzo Nibali, ce qui lui permet de terminer 9e du Tour de France. À l'issue du Tour, il devient le quatrième coureur de l'histoire à terminer dix-huit fois dans le top 10 d'un grand tour après Gino Bartali, Felice Gimondi et Pedro Delgado.

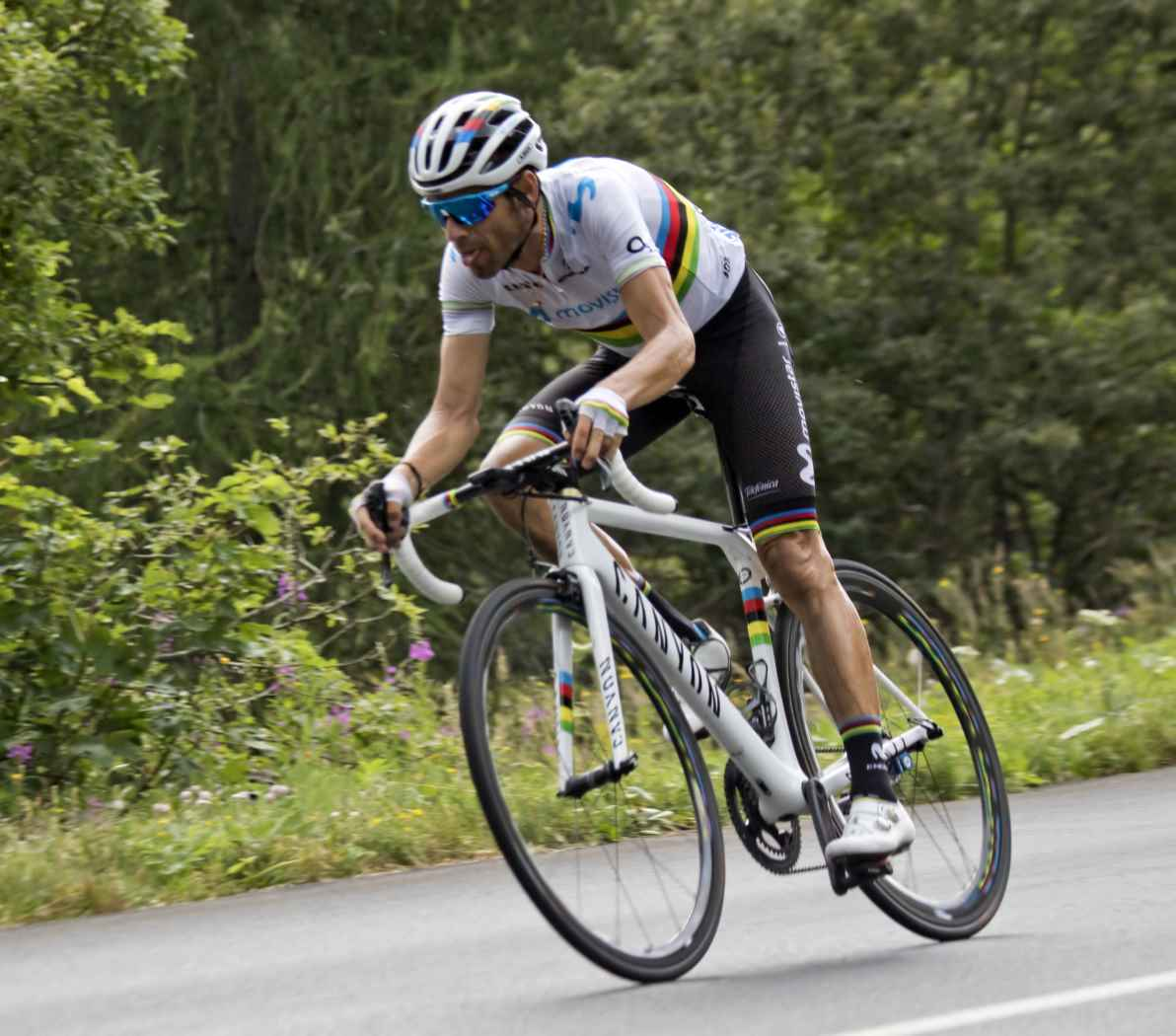
Alejandro Valverde lors du Tour de France.

Une semaine après le Tour, il termine dixième de la Classique de Saint-Sébastien remportée par Remco Evenepoel. Fin août, il prend le départ du Tour d'Espagne, où il remporte la 7e étape à Valderrobres en devançant sur la ligne Primož Roglič et Miguel Ángel López. Il termine finalement deuxième de cette Vuelta derrière Roglič. Il abandonne aux championnats du monde, puis se classe coup sur coup deuxième de Milan-Turin et du Tour de Lombardie.

#### 2020: une saison vierge de succès
En cette saison 2020, manquée par la pandémie de Covid-19, il participe au Tour de France comme équipier d'Enric Mas qui termine cinquième de la course. Il se classe pour sa part douzième au classement général final. Il prend part aux championnats du monde qui se déroulent à Imola, où il se classe huitième de la course en ligne. Faisant l'impasse sur la saison de classiques, il est ay départ du Tour d'Espagne. Il prend la troisième place de la 7e étape à Villanueva de Valdegovía. Il termine cette Vuelta à la 10e position, ce qui en fait son 20e top 10 dans les grands tours. Il boucle cette année sans aucune victoire ce qu'il ne lui était plus arrivé depuis ses débuts en 2002.

#### 2021-2022: dernières saisons
Son début d'année 2021 est en deçà de ses résultats habituels. Quatrième du Tour de Catalogne, il remporte en solitaire sa première victoire début avril lors du Grand Prix Miguel Indurain. Il enchaine ensuite les places d'honneur : septième du Tour du Pays basque, cinquième de l'Amstel Gold Race, troisième de la Flèche wallonne et quatrième de Liège-Bastogne-Liège. Début juin, il gagne la 6e étape du Critérium du Dauphiné, à l'issue d'un sprint dans un groupe de 20 favoris. Lors du Tour de France, il est deuxième de la 15e étape, remportée en solitaire par Sepp Kuss. Il est ensuite 42e des Jeux olympiques de Tokyo, puis abandonne sur chute le Tour d'Espagne lors de la 7e étape, alors qu'il occupe la quatrième place du général. C'est la deuxième fois qu'il abandonne sur la Vuelta, depuis sa première participation en 2002. Un mois plus tard, il fait son retour à la compétition lors du Tour de Sicile, où il gagne une étape et se classe deuxième du général à 46 secondes de Vincenzo Nibali. En fin de saison, il est cinquième du Tour de Lombardie.
Après deux saisons bouleversées par la pandémie, Alejandro Valverde déclare en début d'année que la saison 2022 est sa dernière. Ainsi, il entreprend une tournée d'adieu à travers les courses qu'il affectionne. Il commence sa saison en remportant le Trofeo Pollança-Port d'Andratx, puis participe à la première édition du Gran Camiño, descendant du Tour de Galice. Il y remporte l'étape-reine entre Maceda et la Nogueira de Ramuin, à Luintra, et le classement général le soir du dernier des quatre jours de course.
En mars, il est au départ des Strade Bianche. Derrière un Tadej Pogačar intouchable, il termine deuxième de la course, devançant Kasper Asgreen dans l'ascension de la Via San Catarina de Sienne.
Il participe en août à sa seizième et dernière Vuelta en tant qu'équipier d'Enric Mas qui se classe deuxième du classement général. Valverde reçoit un hommage dans la dernière étape à Madrid en réalisant le premier tour du circuit final seul devant le peloton.

### Membre de l'encadrement de Movistar et passage au gravel
Alejandro Valverde intègre l'encadrement technique de la formation Movistar en 2023.
En avril 2023, Movistar crée une structure qui se consacre aux courses de gravel, Valverde est un des coureurs de cette formation. Il y remporte deux courses l'UCI Gravel World Series ME - La Indomable et l'UCI Gravel World Series ME - Hutchinson Ranxo Gravel.
En 2024, il continue le gravel et remporte pour la deuxième fois la course UCI Gravel World Series ME - La Indomable en avril et la Castellon Gravel Race en mai.
En janvier 2025, il est nommé comme nouveau sélectionneur national sur route.

## Style
Malgré son talent, Valverde est considéré comme un coureur ne prenant pas beaucoup d'initiatives ce qui l'amène à avoir un grand nombre de places d'honneurs au détriment de plusieurs grandes victoires à sa portée. Il est cependant capable de remporter des victoires en prenant des risques comme dans la Classique de Saint-Sébastien 2014, même si sa grande régularité et sa polyvalence demeurent ses principales caractéristiques. Dans la dernière partie de sa carrière, il s'avère également capable de jouer le rôle d'équipier, soit au service de Nairo Quintana au sein de l'équipe Movistar, soit à celui de Joaquim Rodríguez lors de Jeux olympiques de Rio. Ancien athlète, son compatriote Juan Manuel Molina souligne dans une tribune du journal de Murcie (ville de naissance de Valverde) les « valeurs olympiques de Valverde ».

## Affaires et soupçons de dopage

### L'affaire Puerto
Lors d'un débat sur le dopage organisé à Laval le 18 novembre 2006, Stéphane Mandard, journaliste au quotidien Le Monde, révèle que Valverde figure parmi les coureurs impliqués.
Il est, ensuite, mis en cause par le journal espagnol ABC le 10 janvier 2007. Il apparaîtrait dans les documents du Dr Fuentes sous le surnom de « Valv » et entre parenthèses la mention « Piti », du nom de sa chienne.
Pour faire taire les soupçons, il fait savoir qu'il est prêt à donner son ADN, mais dénonce des vices de procédure de la justice italienne. Au vu des dossiers de l'instruction qui révèlent la présence d'EPO dans ses poches de sang, l'UCI a demandé à la fédération espagnole d'ouvrir une procédure disciplinaire contre lui la même année, mais celle-ci a soutenu le coureur, qui a été autorisé à participer aux Championnats du monde la même année. De son côté, le juge Serranno, le juge espagnol chargé du dossier Puerto, fait savoir au TAS qu'il ne lui transmettra pas les poches de sang attribuées à Valverde et ne lui permettra donc pas de faire une comparaison d'ADN. "Le TAS est une association privée et ne peut par conséquent pas prétendre à l'échange des preuves prévu dans les accords de coopération européenne", se justifie le juge. Le 11 juillet 2008, le TAS donne six mois à la justice espagnole pour accéder à sa demande.
Entretemps, en janvier 2008, le procureur antidopage italien Ettore Torri menace de l'interdire de toute participation à des compétitions sur le territoire italien.
En février 2009, Jesus Manzano accuse Valverde d'avoir été dopé du temps de l'équipe Kelme. Le 11 février, Valverde a été convoqué par le Comité national olympique italien (CONI) à ce sujet. Celui-ci affirme détenir une poche de sang saisie chez le Dr. Fuentes et contenant le sang de Valverde : "Nous pouvons dire avec certitude que le sang dans la poche numéro 18 est celui de Valverde". Outre les preuves formelles dont disposerait le CONI à la suite d'une comparaison de l'ADN du coureur avec celui du sang contenu dans la poche, cette poche de sang correspondrait au nom de code "Valv/Piti", et le coureur aurait un chien appelé "Piti".
Il est suspendu par le CONI le 11 mai 2009. Il avait prévenu qu'il saisirait le Tribunal arbitral du sport pour tenter d'obtenir l'annulation de cette sanction qui le prive du Tour de France. C'est ce qu'il fait en juin 2009 : "Selon un communiqué du TAS, Valverde « demande au TAS de constater l'incompétence du Tribunal national antidopage du Comité olympique italien (Coni), de l'acquitter et de classer cette affaire"».
Le 16 mars 2010, l'UCI déclare « exprimer sa détermination à s’engager, après examen des attendus du Tribunal arbitral du sport, dans les procédures adéquates pour arriver à une suspension applicable au niveau international » à l'encontre du coureur espagnol.
Le 31 mai 2010, il est officiellement suspendu par le Tribunal arbitral du sport pour son implication dans l'Affaire Puerto. Il est suspendu deux ans et perd ses victoires acquises en 2010, notamment le Tour de Romandie. Le 3 novembre 2010, son premier appel devant le Tribunal Fédéral Suisse concernant sa suspension en Italie est rejeté.

### Performances
Antoine Vayer considère à partir des calculs de puissances développées dans les cols comme seuil du dopage « avéré » les 410 watts moyens alors qu'il le juge « miraculeux » au-delà de 430 et « mutant » au-delà de 450. Lors du Tour d'Espagne 2012, Valverde développe plus de 420 watts moyens sur les cinq ascensions cibles.
L’interprétation des données de puissance est cependant complexe car elle devrait prendre en compte de nombreux facteurs et les analyses de Portoleau et Vayer sont contestées. Frédéric Grappe, entraîneur dans le cyclisme et docteur en Science spécialisé dans la physiologie de l’entraînement sportif, a mis au point pour la FDJ le PPR (« profil de puissance record »). Selon Ross Tucker, spécialiste en performance sportive, les modèles de calcul de puissances (CPL, DrF, BCR, rst, etc.) ont des résultats différents selon leurs méthodes de calcul des variables environnementales (température, humidité, direction, vitesse du vent, etc.), variables de courses (profil et durée de l'étape, placement de l'étape dans le Tour, etc.) ou les performances du coureur (rendement énergétique qui varie de 21 à 27 %, pourcentage d’exploitation de la VO2max, etc.).
En 2013, alors qu'il était second du Tour de France, Valverde a publié son fichier puissance dans une étape de montagne comportant 4 cols de première catégorie : les puissances développées sont restées inférieures à 365 watts.

## Palmarès et résultats sur route

### Palmarès amateur
| - 1996 - Champion d’Espagne de vitesse cadets - 3e du championnat d’Espagne sur route cadets - 1997 - Gipuzkoa Klasika - 2e du championnat d’Espagne du contre-la-montre juniors - 2e du championnat d’Espagne du kilomètre juniors - 2e du championnat d’Espagne de vitesse juniors - 7e du championnat du monde du kilomètre juniors - 1998 - Champion d’Espagne du kilomètre juniors - 2e du championnat d’Espagne du contre-la-montre juniors - 8e du championnat du monde du kilomètre juniors - 1999 - 2e étape du Tour d'Albacete - Prueba Alsasua - 2000 - 2e étape du Tour de la Bidassoa - 2e étape du Tour de Carthagène - 2e du Tour de Carthagène - 3e de la Clásica Ciudad de Torredonjimeno | - 2001 - Champion d'Espagne sur route espoirs - Vainqueur de la Coupe d'Espagne - Vainqueur de la Coupe d'Espagne espoirs - Mémorial Luis Resua - 4e étape du Tour de Malaga - 1re étape du Tour de la Bidassoa - 2e du Grand Prix Macario - 2e de la Clásica Ciudad de Torredonjimeno - 2e de la Santikutz Klasika - Médaillé de bronze de la course en ligne aux Jeux méditerranéens - 3e de la Cursa Ciclista del Llobregat - 3e du Tour de Salamanque |  |

### Records d'Alejandro Valverde
Seul détenteur :
- victoires à l'UCI Pro Tour devenu World Tour : 4
- victoires à la Flèche wallonne : 5
- podiums à la Flèche wallonne : 9
- top 10 sur les 3 Grands Tours : 20
- top 10 sur le Tour d'Espagne : 12
- podiums sur le Tour d'Espagne : 7
- classement du combiné du Tour d'Espagne : 3
- podiums aux championnats du monde : 7
- victoires au Tour d'Andalousie : 5

Codétenteur : 
- podiums à Liège-Bastogne-Liège : 7 (avec Eddy Merckx)
- classement par points du Tour d'Espagne : 4 (avec Laurent Jalabert et Sean Kelly)

### Résultats sur les grands tours

#### Tour de France
14 participations
- 2005 : abandon (13e étape), vainqueur de la 10e étape
- 2006 : abandon (3e étape)
- 2007 : 6e
- 2008 : 8e, vainqueur des 1re et 6e étapes,  maillot jaune pendant 2 jours
- 2012 : 20e, vainqueur de la 17e étape
- 2013 : 8e
- 2014 : 4e
- 2015 : 3e
- 2016 : 6e
- 2017 : abandon (1re étape)
- 2018 : 14e
- 2019 : 9e
- 2020 : 12e
- 2021 : 24e

#### Tour d'Italie
2 participations
- 2016 : 3e, vainqueur de la 16e étape
- 2022 : 11e

#### Tour d'Espagne
16 participations
- 2002 : abandon (15e étape)
- 2003 : 3e,  vainqueur du classement du combiné, vainqueur des 9e et 15e étapes
- 2004 : 4e, vainqueur de la 3e étape
- 2006 : 2e, vainqueur de la 7e étape,  maillot or pendant 8 jours
- 2008 : 5e, vainqueur de la 1re étape,  maillot or pendant 1 jour
- 2009 :  Vainqueur du classement général,  vainqueur du classement du combiné,  maillot or pendant 13 jours
- 2012 : 2e,  vainqueur du classement par points,  vainqueur du classement du combiné, vainqueur des 1re (contre-la-montre par équipes), 3e et 8e étapes,  maillot rouge pendant 1 jour
- 2013 : 3e,  vainqueur du classement par points
- 2014 : 3e, vainqueur des 1re (contre-la-montre par équipes) et 6e étapes,  maillot rouge pendant 4 jours
- 2015 : 7e,  vainqueur du classement par points, vainqueur de la 4e étape
- 2016 : 12e
- 2018 : 5e,  vainqueur du classement par points, vainqueur des 2e et 8e étapes
- 2019 : 2e, vainqueur de la 7e étape
- 2020 : 10e
- 2021 : abandon (7e étape)
- 2022 : 12e

### Résultats sur les classiques
Ce tableau présente les résultats d'Alejandro Valverde sur les principales courses d'un jour de son époque, à l'exception de Paris-Roubaix, de Gand-Wevelgem et de la HEW/Vattenfall Cyclassics, qu'il n'a jamais courues.
| Légende | Légende | Légende | Légende     | Légende | Légende              | Légende | Légende       |
| ------- | ------- | ------- | ----------- | ------- | -------------------- | ------- | ------------- |
| AB      | Abandon | HD      | Hors-délais | -       | Pas de participation | ×       | Pas d'épreuve |

| Année | Strade Bianche | Milan- San Remo | Tour des Flandres | Amstel Gold Race | Flèche wallonne | Liège- Bastogne-Liège | Classique de Saint-Sébastien | Championnat de Zurich | Grand Prix de Plouay | Championnats du monde | Tour de Lombardie | Paris-Tours | Jeux olympiques |
| ----- | -------------- | --------------- | ----------------- | ---------------- | --------------- | --------------------- | ---------------------------- | --------------------- | -------------------- | --------------------- | ----------------- | ----------- | --------------- |
| 2002  | -              | 130e            | -                 | -                | -               | -                     | 157e                         | -                     | -                    | -                     | -                 | -           | ×               |
| 2003  | -              | 54e             | -                 | -                | -               | -                     | -                            | -                     | -                    | 2e                    | -                 | -           | ×               |
| 2004  | -              | -               | -                 | -                | -               | -                     | 61e                          | -                     | -                    | 6e                    | -                 | -           | 47e             |
| 2005  | -              | 34e             | -                 | 13e              | 39e             | 34e                   | -                            | 20e                   | -                    | 2e                    | 12e               | 20e         | ×               |
| 2006  | -              | 24e             | -                 | 23e              | Vainqueur       | Vainqueur             | 8e                           | -                     | -                    | 3e                    | -                 | -           | ×               |
| 2007  | -              | -               | -                 | 6e               | 2e              | 2e                    | 3e                           | ×                     | 65e                  | 56e                   | -                 | 58e         | ×               |
| 2008  | -              | -               | -                 | 3e               | 21e             | Vainqueur             | Vainqueur                    | ×                     | -                    | 36e                   | -                 | -           | 13e             |
| 2009  | -              | -               | -                 | 20e              | 7e              | 19e                   | 16e                          | ×                     | -                    | 9e                    | -                 | -           | ×               |
| 2010  | -              | -               | -                 | -                | 8e              | 3e                    | -                            | ×                     | -                    | -                     | -                 | -           | ×               |
| 2011  | -              | -               | -                 | -                | -               | -                     | -                            | ×                     | -                    | -                     | -                 | -           | ×               |
| 2012  | -              | -               | -                 | 22e              | 40e             | -                     | 26e                          | ×                     | -                    | 3e                    | -                 | -           | 18e             |
| 2013  | 13e            | -               | -                 | 2e               | 7e              | 3e                    | 2e                           | ×                     | -                    | 3e                    | 2e                | -           | ×               |
| 2014  | 3e             | -               | -                 | 4e               | Vainqueur       | 2e                    | Vainqueur                    | ×                     | -                    | 3e                    | 2e                | -           | ×               |
| 2015  | 3e             | 20e             | -                 | 2e               | Vainqueur       | Vainqueur             | 3e                           | ×                     | -                    | 5e                    | 4e                | -           | ×               |
| 2016  | 10e            | 15e             | -                 | -                | Vainqueur       | 16e                   | 3e                           | ×                     | -                    | -                     | 6e                | -           | 30e             |
| 2017  | -              | -               | -                 | 19e              | Vainqueur       | Vainqueur             | -                            | ×                     | -                    | -                     | -                 | -           | ×               |
| 2018  | 4e             | -               | -                 | 5e               | 2e              | 13e                   | -                            | ×                     | -                    | Vainqueur             | 11e               | -           | ×               |
| 2019  | -              | 7e              | 8e                | 66e              | 11e             | Abandon               | 10e                          | ×                     | -                    | Abandon               | 2e                | -           | ×               |
| 2020  | -              | -               | -                 | ×                | -               | -                     | ×                            | ×                     | -                    | 8e                    | -                 | -           | ×               |
| 2021  | 47e            | -               | -                 | 5e               | 3e              | 4e                    | -                            | ×                     | -                    | -                     | 5e                | -           | 42e             |
| 2022  | 2e             | -               | -                 | -                | 2e              | 7e                    | AB                           | ×                     | -                    | -                     | 6e                | -           | ×               |

### Classements mondiaux
Jusqu'en 2004, le classement UCI concerne tous les coureurs ayant obtenu des points lors de courses du calendrier international de l'Union cycliste internationale (324 courses en 2004). En 2005, l'UCI ProTour et les circuits continentaux sont créés, ayant chacun leur classement. De 2005 à 2008, le classement de l'UCI ProTour classe les coureurs membres d'équipes ProTour en fonction des points qu'ils ont obtenu lors des courses du calendrier UCI ProTour, soit 28 courses en 2005, 27 en 2006, 26 en 2007. En 2008, le calendrier du ProTour est réduit à 15 courses en raison du conflit entre l'UCI et les organisateurs de plusieurs courses majeures. Les trois grands tours, Paris-Roubaix, la Flèche wallonne, Liège-Bastogne-Liège, le Tour de Lombardie, Tirreno-Adriatico et Paris-Nice ne sont donc pas pris en compte dans le classement ProTour 2008. En 2009 et 2010, un « classement mondial UCI » remplace le classement ProTour. Il prend en compte les points inscrits lors des courses ProTour et des courses qui n'en font plus partie, regroupées dans un « calendrier historique », soit au total 24 courses en 2009 et 26 en 2010. Ce nouveau classement prend en compte les coureurs des équipes continentales professionnelles.
Alejandro Valverde apparaît pour la première fois au classement UCI en 2001 et y obtient son meilleur classement en 2004 : 5e. Il termine ensuite deux fois la saison à la première place du classement UCI ProTour, en 2006 et 2008. Suspendu à partir de 2010, il n'est pas classé cette année-là. En 2011, l'UCI ProTour devient l'UCI World Tour et reprend dans son calendrier les courses qui l'avaient quitté en 2008. Il est 3e de l'édition 2013 et remporte les éditions 2014 et 2015 de l'UCI World Tour, puis est 4e en 2016, 7e en 2017 et 3e en 2018, dernière année de ce classement. En 2015 il est le premier du nouveau classement de l'UCI, l'UCI World Ranking qui s'appliquera pleinement au début de l'année 2016. Il est 5e en 2016 de ce classement UCI, 7e en 2017, premier en 2018 et 5e en 2019. (https://www.uci.org/fr/route/classements).  
| Année                                 | 2002 | 2003 | 2004 | 2005 | 2006 | 2007 | 2008 | 2009 | 2010 | 2011 | 2012 | 2013 | 2014 | 2015 | 2016 | 2017 | 2018 | 2019 | 2020 | 2021 | 2022 |
| ------------------------------------- | ---- | ---- | ---- | ---- | ---- | ---- | ---- | ---- | ---- | ---- | ---- | ---- | ---- | ---- | ---- | ---- | ---- | ---- | ---- | ---- | ---- |
| Classement UCI                        | 352e | 7e   | 5e   |      |      |      |      |      |      |      |      |      |      |      |      |      |      |      |      |      |      |
| UCI ProTour                           |      |      |      | 22e  | 1er  | 4e   | 1er  |      |      |      |      |      |      |      |      |      |      |      |      |      |      |
| Calendrier mondial                    |      |      |      |      |      |      |      | 2e   | nc   |      |      |      |      |      |      |      |      |      |      |      |      |
| UCI World Tour                        |      |      |      |      |      |      |      |      |      | nc   | 5e   | 3e   | 1er  | 1er  | 4e   | 7e   | 3e   |      |      |      |      |
| Classement mondial                    |      |      |      |      |      |      |      |      |      |      |      |      |      |      | 5e   | 7e   | 1er  | 5e   | 53e  | 11e  | 10e  |
| UCI Europe Tour                       |      |      |      |      |      |      |      |      |      |      |      |      |      |      | 22e  | 27e  | 4e   | 4e   | 43e  | 9e   | 10e  |
| UCI America Tour                      |      |      |      |      |      |      |      |      |      |      |      |      |      |      | 252e | nc   | nc   |      |      |      |      |
|                                       |      |      |      |      |      |      |      |      |      |      |      |      |      |      |      |      |      |      |      |      |      |
| Légende : nc = non classéSource : UCI |      |      |      |      |      |      |      |      |      |      |      |      |      |      |      |      |      |      |      |      |      |

## Palmarès en gravel
- 2023
  - UCI Gravel World Series ME - La Indomable
  - UCI Gravel World Series ME - Hutchinson Ranxo Gravel
  - 4e du championnat du monde de gravel
- 2024
  - UCI Gravel World Series ME - La Indomable
  - Castellon Gravel Race
  - 2e du championnat d'Espagne de gravel

## Distinctions
- Prix Franco Ballerini : 2015
- Vélo d'or : 2018 (2e en 2006 et 3e en 2014)
- Premio Rey Felipe de sportif espagnol de l'année du Conseil supérieur des Sports : 2018[157]